# Arte rupestre del arco mediterráneo de la península ibérica

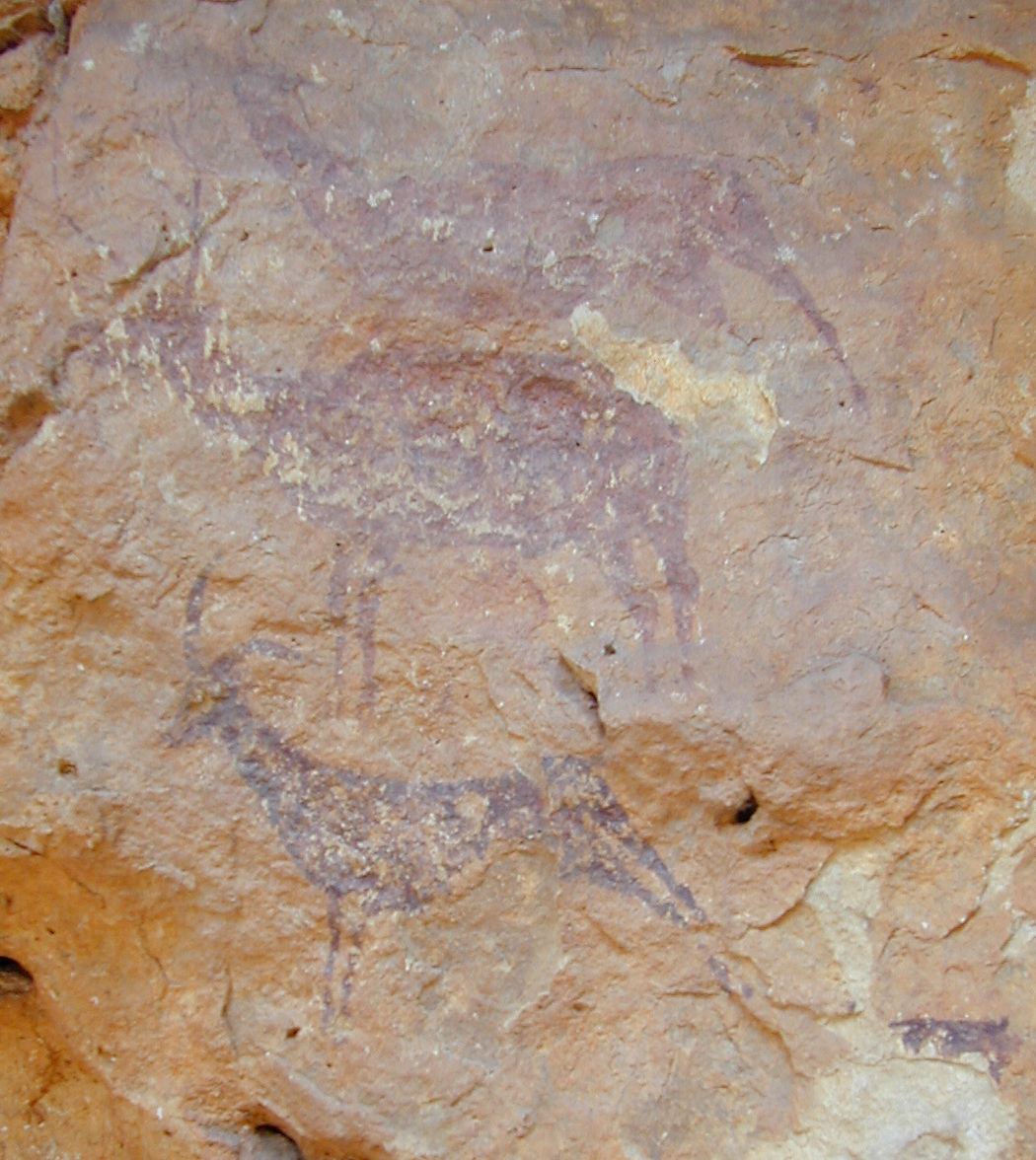
Cuevas de la Araña

El conjunto del arte rupestre del arco mediterráneo de la península ibérica es un bien cultural perteneciente al Patrimonio de la Humanidad, según declaración de la Unesco en el año 1998. Se trata de un conjunto de yacimientos de arte rupestre en la mitad oriental de España, que destaca por el elevado número de lugares que presentan este tipo de arte, la mayor concentración de Europa. Su denominación alude a la cuenca del mar Mediterráneo: mientras que la mayoría de yacimientos están situados próximos al mar Comunidad Valenciana y Cataluña, muchos de ellos están en el interior, en comunidades como Aragón y Castilla-La Mancha.
El final de este arte fue más o menos contemporáneo con el arte neolítico esquemático, estando situado cronológicamente entre más o menos el 10 000 a. C. hasta la aparición de los primeros objetos de cobre (Calcolítico) en torno al 4500 a. C. La expresión también creencial de los pueblos agricultores y ganaderos es radicalmente distinta a la de los grupos predadores autores del arte del arco mediterráneo, con fundamentos en la abstracción, como se puede verificar en las coincidencias espaciales que se producen en algunos territorios de ambos.
Se descubrió por primera vez en Teruel en 1903. Juan Cabré fue el primero que estudio este arte, definiéndolo como un arte paleolítico regional. Luego se consideró que sería un arte paralelo a las pinturas de grupos paleolíticos encontradas dentro de cuevas. En ese caso sería llevado a cabo por un supuesto grupo capsiense proveniente del norte de África. Beltrán fue el primero en situar el inicio de este arte en grupos epipaleolíticos o mesolíticos, situando su apogeo en época neolítica. Aceptada su edad pospaleolítica, Eduardo Ripoll realizó en la década de 1960 un nuevo esquema cronológico, dividiendo el arte en cuatro etapas: naturalista, estilizada estática, estilizada dinámica y una última fase de transición al esquematismo.

## Características

Persona recolectando miel. Pintura de las Cuevas de la Araña.

El arte levantino se expresa fundamentalmente en pinturas, mostrando temas de la vida cotidiana con figuras representadas de forma estilizada. No hay jerarquía en las escenas. Se ve el intento del pintor de colocar los elementos de su pintura en el espacio. Un ejemplo claro de este arte es "Los danzantes de Cogul" en el que puede verse cómo se representa el movimiento.
La figura humana (antropomorfismo) que es escasa en el arte paleolítico adquiere en el arte levantino una gran importancia. De esta forma se puede ver con cierta frecuencia que es el tema principal, y cuando aparece en la misma escena que los animales se ve claramente que es la figura humana. Existen escenas de personas ejecutando labores comunes de ese periodo como son: la caza, las danzas, luchas, ejecutando tareas agrícolas, de domesticación de animales, de recolección de miel, etc. En la representación del cuerpo humano existen dibujos de cabezas con ciertas características: las piriformes y las semiesféricas y ovoides. Se representan desnudos por lo menos del tórax y algunas veces con una especie de pantalones. En algunas ocasiones se suele ver el sexo y hay representaciones fálicas. 
Los instrumentos representados en las ilustraciones suelen ser flechas, palos, carcajes y bolsas. Estos objetos aparecen siempre asociados a la figura humana. La vegetación es muy poco tratada en el arte levantino. 
Suele ser protagonista la naturaleza y sobre todo la fauna (zoomorfismo) que es objeto de representación, se puede averiguar de algunas pinturas cómo existe una correspondencia con algunas de las especies actuales: cérvidos, cápridos (es el animal más representado en las ilustraciones), bóvidos (son muy dudosos y casi son una interpretación), que bien aparecen solos o agrupados en manadas. Rara vez se han representado cánidos y estos aparecen ayudando en una escena de caza (Barranc de la Palla). La representación de los animales es muy curiosa en la que los animales se suelen trazar de perfil pero con los astas y las pezuñas de frente.

## Localización
El conjunto del arte rupestre del arco mediterráneo abarca yacimientos desde los Pirineos hasta la provincia de Granada, en territorio de las comunidades autónomas de Cataluña, Aragón, Castilla-La Mancha, la Comunidad Valenciana, Murcia y Andalucía. Había sido declarado Bien de Interés Cultural en 1985. Una de las poblaciones donde las pinturas rupestres se encuentran en mejor estado es en Ulldecona, provincia de Tarragona. En Ulldecona se encuentran también el conjunto más grande de pinturas rupestres de toda Cataluña. Esta pequeña población de gran historia ubica un centro de Interpretación de Arte Rupestre de última tecnología.
Se suele encontrar en abrigos rocosos (protegidos por una cornisa natural) y no en cuevas de escasa profundidad en los que la luz del sol puede llegar a penetrar sin dificultad. No existe una preferencia clara sobre el lugar donde se representa: puede ser en la parte media o alta de cualquiera de los abrigos. Por su situación en general estos yacimientos tiene una mala conservación.

### Lista de yacimientos protegidos
Se trata de un conjunto de 758 abrigos rocosos, cuevas, covachas o barrancos (según listado de la Unesco) en los que se ha encontrado alguna representación figurativa que van desde trazos geométricos a escenas de caza, recolección, danza o guerra incluyendo figuras humanas y de animales.
Los yacimientos se distribuyen geográficamente de la siguiente manera entre 16 provincias en las 6 comunidades autónomas ya mencionadas:
- Andalucía: 69 lugares; ver artículo principal: Arte rupestre del arco mediterráneo de la Península Ibérica en Andalucía.
  - Provincia de Jaén: 42 lugares.
  - Provincia de Almería: 25 lugares; ver artículo principal: Arte rupestre del arco mediterráneo de la Península Ibérica en Almería.
  - Provincia de Granada: 2 lugares.

- Aragón: 163 lugares; ver artículo principal: Arte rupestre del arco mediterráneo de la Península Ibérica en Aragón.
  - Provincia de Teruel: 67 lugares.
  - Provincia de Huesca: 78 lugares.
  - Provincia de Zaragoza: 18 lugares.

- Castilla-La Mancha: 93 lugares; ver artículo principal: Arte rupestre del arco mediterráneo de la Península Ibérica en Castilla-La Mancha.
  - Provincia de Albacete: 79 lugares.
  - Provincia de Cuenca: 12 lugares.
  - Provincia de Guadalajara: 2 lugares.

- Cataluña: 60 lugares; ver artículo principal: Arte rupestre del arco mediterráneo de la Península Ibérica en Cataluña.
  - Provincia de Tarragona: 39 lugares.
  - Provincia de Lérida: 16 lugares.
  - Provincia de Barcelona: 5 lugares.

- Comunidad Valenciana: 301 lugares; ver artículo principal: Arte rupestre del arco mediterráneo de la Península Ibérica en la Comunidad Valenciana.
  - Provincia de Alicante: 130 lugares.
  - Provincia de Castellón: 102 lugares.
  - Provincia de Valencia: 69 lugares.

- Región de Murcia: 72 lugares; ver artículo principal: Arte rupestre del arco mediterráneo de la Península Ibérica en la Región de Murcia.[3]

La Comisión de Cultura del Parlamento de Andalucía aprobó el 25 de mayo de 2006 solicitar la inclusión del arte rupestre de las provincias de Málaga y de Cádiz como parte del arte rupestre del arco mediterráneo de la península ibérica.

### Yacimiento del Sitio en Andalucía

#### Yacimientos del Sitio en la Provincia de Almería
| Código  | Nombre                      | Municipio    | Provincia                                           |
| ------- | --------------------------- | ------------ | --------------------------------------------------- |
| 874-061 | Derecho E. de Santonje      | Vélez-Blanco | 37°50′24.40″N 2°10′11.20″O / 37.8401111, -2.1697778 |
| 874-062 | Central E. de Santonje      | Vélez-Blanco | 37°50′23.80″N 2°10′16.30″O / 37.8399444, -2.1711944 |
| 874-063 | Izquierda E. de Santonje    | Vélez-Blanco | 37°46′32.60″N 2°10′17.00″O / 37.7757222, -2.1713889 |
| 874-064 | L. Tello I. Cama del Pastor | Vélez-Blanco | 37°50′34.60″N 2°7′41.90″O / 37.8429444, -2.1283056  |
| 874-065 | Lavadero Tello II           | Vélez-Blanco | 37°50′23.50″N 2°6′44.60″O / 37.8398611, -2.1123889  |
| 874-066 | Lavadero Tello III          | Vélez-Blanco | 37°50′23.90″N 2°6′44.60″O / 37.8399722, -2.1123889  |
| 874-067 | Lavadero Tello IV           | Vélez-Blanco | 37°50′22.60″N 2°6′45.00″O / 37.8396111, -2.1125000  |
| 874-068 | Lavadero Tello V            | Vélez-Blanco | 37°50′22.20″N 2°6′45.00″O / 37.8395000, -2.1125000  |
| 874-069 | Cueva Ambrosio              | Vélez-Blanco | 37°50′2.90″N 2°5′31.20″O / 37.8341389, -2.0920000   |
| 874-070 | Gabar                       | Vélez-Blanco | 37°46′42.20″N 2°8′2.90″O / 37.7783889, -2.1341389   |
| 874-071 | Tejera                      | Vélez-Blanco | 37°42′38.10″N 2°5′4.00″O / 37.7105833, -2.0844444   |
| 874-072 | Colmenas                    | Vélez-Blanco | 37°41′10.20″N 2°6′7.80″O / 37.6861667, -2.1021667   |
| 874-073 | Yedra                       | Vélez-Blanco | 37°40′42.20″N 2°5′3.80″O / 37.6783889, -2.0843889   |
| 874-074 | Letreros                    | Vélez-Blanco | 37°40′47.20″N 2°5′47.90″O / 37.6797778, -2.0966389  |
| 874-075 | Inferior Letreros           | Vélez-Blanco | 37°40′40.00″N 2°5′48.30″O / 37.6777778, -2.0967500  |
| 874-076 | Molinos I                   | Vélez-Blanco | 37°40′35.10″N 2°5′44.30″O / 37.6764167, -2.0956389  |
| 874-077 | Molinos II                  | Vélez-Blanco | 37°40′39.40″N 2°6′7.40″O / 37.6776111, -2.1020556   |
| 874-078 | Panal                       | Vélez-Blanco | 37°40′4.50″N 2°6′13.20″O / 37.6679167, -2.1036667   |
| 874-079 | Hoyos I                     | Vélez-Blanco | 37°40′0.10″N 2°7′6.70″O / 37.6666944, -2.1185278    |
| 874-080 | Hoyos II                    | Vélez-Blanco | 37°40′0.40″N 2°7′6.30″O / 37.6667778, -2.1184167    |
| 874-082 | Lázar                       | María        | 37°40′10.20″N 2°11′45.90″O / 37.6695000, -2.1960833 |
| 874-083 | Queso                       | María        | 37°40′20.20″N 2°11′40.80″O / 37.6722778, -2.1946667 |
| 874-084 | Maina                       | María        | 37°40′20.20″N 2°11′40.80″O / 37.6722778, -2.1946667 |
| 874-085 | Chiquita                    | María        | 37°39′17.20″N 2°11′19.90″O / 37.6547778, -2.1888611 |

#### Yacimientos del Sitio en la Provincia de Granada
| Código  | Nombre                   | Municipio | Provincia                                          |
| ------- | ------------------------ | --------- | -------------------------------------------------- |
| 874-086 | Los Grajos               | Almaciles | 37°59′10.6″N 2°19′53.9″O / 37.986278, -2.331639    |
| 874-087 | Letreros de los mártires | Huéscar   | 37°55′0.20″N 2°29′16.90″O / 37.9167222, -2.4880278 |

### Yacimientos del Sitio en Aragón

#### Yacimientos del Sitio en la Provincia de Huesca
| Código  | Nombre                                     | Lugar                      | Coordenadas                                        |
| ------- | ------------------------------------------ | -------------------------- | -------------------------------------------------- |
| 874-503 | Covacho de Labarta                         | Adahuesca                  | 42°13′11.2″N 0°00′21.2″O / 42.219778, -0.005889    |
| 874-504 | Sivil                                      | Adahuesca                  | 42°14′41.0″N 0°01′06.1″O / 42.244722, -0.018361    |
| 874-505 | Abrigo de Los Gitanos                      | Agüero                     | 42°21′31.7″N 0°47′41.4″O / 42.358806, -0.794833    |
| 874-506 | Cueva Peña Miel I                          | Aínsa (Barcabo)            | 41°23′12.5″N 0°05′29.7″E / 41.386806, 0.091583     |
| 874-507 | Cueva Peña Miel II                         | Aínsa (Paules de Sarsa)    | 41°23′12.5″N 0°05′29.7″E / 41.386806, 0.091583     |
| 874-508 | Covacho de Palluala                        | Alquézar                   | 42°10′58.3″N 0°01′17.5″E / 42.182861, 0.021528     |
| 874-509 | Cueva Palomera                             | Alquézar                   | 42°10′32.3″N 0°01′46.6″E / 42.175639, 0.029611     |
| 874-510 | Chimiachas E                               | Alquézar                   | 42°12′24.6″N 0°01′06.8″E / 42.206833, 0.018556     |
| 874-511 | Chimiachas L                               | Alquézar                   | 42°12′24.6″N 0°01′06.8″E / 42.206833, 0.018556     |
| 874-512 | Malforá I                                  | Alquézar                   | 42°12′40.2″N 0°01′21.5″E / 42.211167, 0.022639     |
| 874-513 | Malforá II                                 | Alquézar                   | 42°12′40.2″N 0°01′21.5″E / 42.211167, 0.022639     |
| 874-514 | Malforá III                                | Alquézar                   | 42°12′40.2″N 0°01′21.5″E / 42.211167, 0.022639     |
| 874-515 | Viñamala I                                 | Alquézar                   | 42°12′51.5″N 0°01′39.4″E / 42.214306, 0.027611     |
| 874-516 | Viñamala II                                | Alquézar                   | 42°12′48.6″N 0°01′38.4″E / 42.213500, 0.027333     |
| 874-517 | Viñamala III                               | Alquézar                   | 42°12′41.7″N 0°01′33.3″E / 42.211583, 0.025917     |
| 874-518 | Corral de la Gascona                       | Alquézar (San Pelegrin)    | 42°12′07.0″N 0°00′35.1″E / 42.201944, 0.009750     |
| 874-519 | Quizáns I                                  | Alquézar (San Pelegrin)    | 42°11′56.8″N 0°00′47.6″E / 42.199111, 0.013222     |
| 874-520 | Quizáns II                                 | Alquézar (San Pelegrín)    | 42°11′56.8″N 0°00′47.6″E / 42.199111, 0.013222     |
| 874-521 | Les Coves                                  | Baldellou                  | 41°53′52.8″N 0°33′49.7″E / 41.898000, 0.563806     |
| 874-522 | Cueva de Malifeto                          | Barcabo (Betorz)           | 42°16′16.5″N 0°00′23.7″E / 42.271250, 0.006583     |
| 874-523 | Barfaluy I                                 | Barcabo (Lecina)           | 42°13′01.1″N 0°01′59.9″E / 42.216972, 0.033306     |
| 874-524 | Barfaluy II                                | Barcabo (Lecina)           | 42°13′01.1″N 0°01′59.9″E / 42.216972, 0.033306     |
| 874-525 | Barfaluy III                               | Barcabo (Lecina)           | 42°13′01.1″N 0°01′59.9″E / 42.216972, 0.033306     |
| 874-526 | Barfaluy IV                                | Barcabo (Lecina)           | 42°13′35.1″N 0°01′43.7″E / 42.226417, 0.028806     |
| 874-527 | Fajana de Casabón                          | Barcabo (Lecina)           | 42°13′04.0″N 0°01′33.1″E / 42.217778, 0.025861     |
| 874-528 | Fajana de Pera I                           | Barcabo (Lecina)           | 42°13′01.4″N 0°02′02.9″E / 42.217056, 0.034139     |
| 874-529 | Fajana de Pera II                          | Barcabo (Lecina)           | 42°13′01.4″N 0°02′02.9″E / 42.217056, 0.034139     |
| 874-530 | Fajana de Pera Superior                    | Barcabo (Lecina)           | 42°13′05.1″N 0°02′04.9″E / 42.218083, 0.034694     |
| 874-531 | Gallinero I                                | Barcabo (Lecina)           | 42°13′01.3″N 0°02′05.1″E / 42.217028, 0.034750     |
| 874-532 | Gallinero II                               | Barcabo (Lecina)           | 42°13′01.3″N 0°02′05.1″E / 42.217028, 0.034750     |
| 874-533 | Gallinero III A                            | Barcabo (Lecina)           | 42°13′01.3″N 0°02′05.1″E / 42.217028, 0.034750     |
| 874-534 | Gallinero III B                            | Barcabo (Lecina)           | 42°13′1.30″N 0°2′5.10″E / 42.2170278, 0.0347500    |
| 874-535 | Huerto Raso I                              | Barcabo (Lecina)           | 42°13′5.40″N 0°2′15.80″E / 42.2181667, 0.0377222   |
| 874-536 | Huerto Raso II                             | Barcabo (Lecina)           | 42°13′7.00″N 0°2′11.40″E / 42.2186111, 0.0365000   |
| 874-537 | Las Escaleretas                            | Barcabo (Lecina)           | 42°13′1.90″N 0°2′2.90″E / 42.2171944, 0.0341389    |
| 874-538 | Lecina Superior                            | Barcabo (Lecina)           | 42°13′5.10″N 0°2′4.00″E / 42.2180833, 0.0344444    |
| 874-539 | Abrigo de Arilla                           | Bierge (La Almunia de Rod) | 42°16′10.50″N 0°3′30.00″O / 42.2695833, -0.0583333 |
| 874-540 | Abrigo del Camino                          | Bierge (Rodellar)          | 42°17′30.00″N 0°4′36.20″O / 42.2916667, -0.0767222 |
| 874-541 | Cueva de Pacencia                          | Bierge (Rodellar)          | 42°17′4.70″N 0°4′59.20″O / 42.2846389, -0.0831111  |
| 874-542 | Mascún I                                   | Bierge (Rodellar)          | 42°17′7.90″N 0°4′59.10″O / 42.2855278, -0.0830833  |
| 874-543 | Mascún II                                  | Bierge (Rodellar)          | 42°17′7.90″N 0°4′59.10″O / 42.2855278, -0.0830833  |
| 874-544 | Mascún IV                                  | Bierge (Rodellar)          | 42°17′17.40″N 0°4′49.90″O / 42.2881667, -0.0805278 |
| 874-545 | Mascún V                                   | Bierge (Rodellar)          | 42°16′51.40″N 0°4′46.70″O / 42.2809444, -0.0796389 |
| 874-546 | Mascún III                                 | Bierge (Rodellar)          | 42°17′14.20″N 0°4′50.00″O / 42.2872778, -0.0805556 |
| 874-547 | Chaves I                                   | Casbas (Bastaras)          | 42°13′29.30″N 0°8′21.10″O / 42.2248056, -0.1391944 |
| 874-548 | Chaves II                                  | Casbas (Bastaras)          | 42°13′29.30″N 0°8′21.10″O / 42.2248056, -0.1391944 |
| 874-549 | Chaves III                                 | Casbas (Bastaras)          | 42°13′29.30″N 0°8′21.10″O / 42.2248056, -0.1391944 |
| 874-550 | Monderes                                   | Castillonroy               | 41°52′45.30″N 0°34′48.20″E / 41.8792500, 0.5800556 |
| 874-551 | Argantín I                                 | Colungo                    | 42°13′1.00″N 0°2′31.30″E / 42.2169444, 0.0420278   |
| 874-552 | Argantín II                                | Colungo                    | 42°13′1.00″N 0°2′31.30″E / 42.2169444, 0.0420278   |
| 874-553 | Ártica de Campo                            | Colungo                    | 42°11′12.90″N 0°1′50.50″E / 42.1869167, 0.0306944  |
| 874-554 | Ereta de Litonares (Litonares E 4)         | Colungo                    | 42°11′51.50″N 0°1′35.60″E / 42.1976389, 0.0265556  |
| 874-555 | Muriecho E1                                | Colungo                    | 42°12′37.70″N 0°4′12.60″E / 42.2104722, 0.0701667  |
| 874-556 | Muriecho E2                                | Colungo                    | 42°12′24.40″N 0°4′0.20″E / 42.2067778, 0.0667222   |
| 874-557 | Muriecho E3                                | Colungo                    | 42°12′29.30″N 0°4′4.30″E / 42.2081389, 0.0678611   |
| 874-558 | Muriecho L                                 | Colungo                    | 42°12′34.20″N 0°4′6.30″E / 42.2095000, 0.0684167   |
| 874-559 | Arpán E 1                                  | Colungo (Asque)            | 42°11′55.60″N 0°2′10.30″E / 42.1987778, 0.0361944  |
| 874-560 | Arpán E 2                                  | Colungo (Asque)            | 42°11′55.70″N 0°2′14.70″E / 42.1988056, 0.0374167  |
| 874-561 | Arpán L                                    | Colungo (Asque)            | 42°11′55.60″N 0°2′10.30″E / 42.1987778, 0.0361944  |
| 874-562 | Cueva Fuente del Trucho                    | Colungo (Asque)            | 42°11′39.30″N 0°2′6.70″E / 42.1942500, 0.0351944   |
| 874-563 | Cueva de Regacens                          | Colungo (Asque)            | 42°10′31.20″N 0°2′5.60″E / 42.1753333, 0.0348889   |
| 874-564 | Litonares E 1                              | Colungo (Asque)            | 42°11′58.20″N 0°1′44.10″E / 42.1995000, 0.0289167  |
| 874-565 | Litonares E 2                              | Colungo (Asque)            | 42°11′58.20″N 0°1′44.10″E / 42.1995000, 0.0289167  |
| 874-566 | Litonares E 3                              | Colungo (Asque)            | 42°11′58.20″N 0°1′44.10″E / 42.1995000, 0.0289167  |
| 874-567 | Litonares L                                | Colungo (Asque)            | 42°11′58.20″N 0°1′44.10″E / 42.1995000, 0.0289167  |
| 874-568 | Mallata B 1                                | Colungo (Asque)            | 42°12′49.10″N 0°2′10.00″E / 42.2136389, 0.0361111  |
| 874-569 | Mallata B 2                                | Colungo (Asque)            | 42°12′49.10″N 0°2′10.00″E / 42.2136389, 0.0361111  |
| 874-570 | Mallata C                                  | Colungo (Asque)            | 41°40′21.50″N 0°3′46.40″E / 41.6726389, 0.0628889  |
| 874-571 | Mallata I                                  | Colungo (Asque)            | 42°12′44.40″N 0°2′16.80″E / 42.2123333, 0.0380000  |
| 874-572 | Mallata II                                 | Colungo (Asque)            | 42°12′44.40″N 0°2′16.80″E / 42.2123333, 0.0380000  |
| 874-573 | Mallata III                                | Colungo (Asque)            | 42°12′44.40″N 0°2′16.80″E / 42.2123333, 0.0380000  |
| 874-574 | Mallata IV                                 | Colungo (Asque)            | 42°12′44.40″N 0°2′16.80″E / 42.2123333, 0.0380000  |
| 874-575 | Forau del Cocho. (Sierra de la Carrodilla) | Estadilla                  | 42°2′22.80″N 0°25′21.70″O / 42.0396667, -0.4226944 |
| 874-576 | Abrigo de la Ermita de San Urbez           | fanlo (Valle de Añisclo)   | 42°33′45.20″N 0°3′9.10″E / 42.5625556, 0.0525278   |
| 874-577 | Cueva de los moros.(Barranco Miguel)       | Hecho                      | 42°39′2.70″N 0°47′22.00″O / 42.6507500, -0.7894444 |
| 874-578 | Abrigo de Santa Eulaliade la Peña          | Nueno (Sta. Eulalia de la  | 42°16′3.20″N 0°24′7.80″O / 42.2675556, -0.4021667  |
| 874-579 | El Remosillo (Congosto de Olvena)          | Olvena                     | 42°6′34.50″N 0°17′20.00″E / 42.1095833, 0.2888889  |
| 874-580 | Cueva de Revilla                           | Tella (Sin)                | 42°35′33.30″N 0°10′20.50″E / 42.5925833, 0.1723611 |

#### Yacimientos del Sitio en la Provincia de Teruel
| Código  | Nombre                                            | Lugar                  | Coordenadas                                         |
| ------- | ------------------------------------------------- | ---------------------- | --------------------------------------------------- |
| 874-581 | Abrigo de los Arqueros Negros (Cerro Felio)       | Alacón                 | 41°3′45.40″N 1°16′8.20″O / 41.0626111, -1.2689444   |
| 874-582 | Abrigo de los Borriquitos (Barranco del Mortero)  | Alacón                 | 41°4′2.70″N 0°42′46.90″O / 41.0674167, -0.7130278   |
| 874-583 | Abrigo de los Encebros (Cerro Felio)              | Alacón                 | 41°3′7″N 0°40′27″O / 41.05194, -0.67417             |
| 874-584 | Abrigo de los Recolectores (Barranco del Mortero) | Alacón                 | 41°4′2.30″N 0°42′46.90″O / 41.0673056, -0.7130278   |
| 874-585 | Abrigo de los Trepadores (Barranco del Mortero)   | Alacón                 | 41°4′2.30″N 0°42′46.90″O / 41.0673056, -0.7130278   |
| 874-586 | Covacho Ahumado (Barranco del Mortero)            | Alacón                 | 41°4′7.20″N 0°42′44.60″O / 41.0686667, -0.7123889   |
| 874-587 | Covacho Ahumado (Cerro Felio)                     | Alacón                 | 41°3′9.60″N 0°40′42.30″O / 41.0526667, -0.6784167   |
| 874-588 | Covacho de Eudoviges (Cerro Felio)                | Alacón                 | 41°3′7.90″N 0°40′38.10″O / 41.0521944, -0.6772500   |
| 874-589 | Covacho de la Tía Mona (Cerro Felio)              | Alacón                 | 41°3′7.90″N 0°40′41.10″O / 41.0521944, -0.6780833   |
| 874-590 | Covacho esquemático (Cerro Felio)                 | Alacón                 | 41°3′6.20″N 0°40′36.90″O / 41.0517222, -0.6769167   |
| 874-591 | Cuevas del Garroso (Cerro Felio)                  | Alacón                 | 41°3′7.60″N 0°40′25.30″O / 41.0521111, -0.6736944   |
| 874-592 | Frontón de los Cápridos (Cerro Felio)             | Alacón                 | 41°3′8.30″N 0°40′27.40″O / 41.0523056, -0.6742778   |
| 874-593 | Otros restos levantinos (Cerro Felio)             | Alacón                 | 41°3′7.60″N 0°40′24″O / 41.0521111, -0.67333        |
| 874-594 | Los Chaparros                                     | Albalate del Arzobispo | 41°4′55.50″N 0°33′19.40″O / 41.0820833, -0.5553889  |
| 874-595 | Los Estrechos I                                   | Albalate del Arzobispo | 41°5′10.80″N 0°32′35.90″O / 41.0863333, -0.5433056  |
| 874-596 | Los Estrechos II                                  | Albalate del Arzobispo | 41°5′7.90″N 0°32′48.90″O / 41.0855278, -0.5469167   |
| 874-597 | Recodo de los Chaparros I                         | Albalate del Arzobispo | 41°4′52.40″N 0°33′23.80″O / 41.0812222, -0.5566111  |
| 874-598 | Recodo de los Chaparros II                        | Albalate del Arzobispo | 41°4′50.80″N 0°33′26″O / 41.0807778, -0.55722       |
| 874-599 | Abrigo de la Fuente del Cabrerizo                 | Albarracín             | 40°23′44.40″N 1°24′55.40″O / 40.3956667, -1.4153889 |
| 874-600 | Abrigo de las Figuras Amarillas                   | Albarracín             | 40°23′10.20″N 1°23′58.60″O / 40.3861667, -1.3996111 |
| 874-601 | Abrigo de las Figuras Diversas                    | Albarracín             | 40°23′10.60″N 1°24′2.40″O / 40.3862778, -1.4006667  |
| 874-602 | Abrigo de Lázaro                                  | Albarracín             | 40°23′43.80″N 1°24′7.90″O / 40.3955000, -1.4021944  |
| 874-603 | Abrigo de los Dos Caballos                        | Albarracín             | 40°23′10.10″N 1°23′51.30″O / 40.3861389, -1.3975833 |
| 874-604 | Abrigo de los Toros del Barranco de las Olivanas  | Albarracín             | 40°14′14.30″N 1°21′4.60″O / 40.2373056, -1.3512778  |
| 874-605 | Abrigo de los Toros del Prado del Navazo          | Albarracín             | 40°23′40.80″N 1°24′2.10″O / 40.3946667, -1.4005833  |
| 874-606 | Abrigo del Arquero de los Callejones Cerrados     | Albarracín             | 40°23′11.90″N 1°23′41.10″O / 40.3866389, -1.3947500 |
| 874-607 | Abrigo del Ciervo                                 | Albarracín             | 40°23′10.60″N 1°23′58.60″O / 40.3862778, -1.3996111 |
| 874-608 | Abrigo del Medio Caballo                          | Albarracín             | 40°23′10.20″N 1°23′58.60″O / 40.3861667, -1.3996111 |
| 874-609 | Abrigo del Tío Campano                            | Albarracín             | 40°23′38.10″N 1°23′57.50″O / 40.3939167, -1.3993056 |
| 874-610 | Abrigo del Toro Negro                             | Albarracín             | 40°23′12.40″N 1°23′51.70″O / 40.3867778, -1.3976944 |
| 874-611 | Barranco del Pajarejo                             | Albarracín             | 40°15′3.10″N 1°21′16.10″O / 40.2508611, -1.3544722  |
| 874-612 | Cueva de Doña Clotilde                            | Albarracín             | 40°22′57.50″N 1°23′51.20″O / 40.3826389, -1.3975556 |
| 874-613 | La Cocinilla del Obispo                           | Albarracín             | 40°23′16.50″N 1°24′3.10″O / 40.3879167, -1.4008611  |
| 874-614 | Las Balsillas                                     | Albarracín             | 40°23′15″N 1°23′51.70″O / 40.38750, -1.3976944      |
| 874-615 | Abrigo de la Higuera del Barranco de Estercuel    | Alcaine                | 40°56′55.90″N 0°40′4.10″O / 40.9488611, -0.6678056  |
| 874-616 | Cañada de Marco                                   | Alcaine                | 40°57′22.70″N 1°17′52.30″O / 40.9563056, -1.2978611 |
| 874-617 | Val del Charco del Agua Amarga                    | Alcañiz                | 41°3′53.60″N 0°1′1″O / 41.0648889, -0.01694         |
| 874-618 | La Fenellosa                                      | Beceite                | 40°47′30.20″N 0°12′14.40″E / 40.7917222, 0.2040000  |
| 874-619 | Abrigo contiguo a la Paridera de las Tajadas      | Bezas                  | 40°20′5.80″N 1°20′39.10″O / 40.3349444, -1.3441944  |
| 874-620 | Abrigo de la Paridera de las Tajadas              | Bezas                  | 40°20′9.10″N 1°20′39″O / 40.3358611, -1.34417       |
| 874-621 | Abrigo del Huerto de las Tajadas                  | Bezas                  | 40°20′2.60″N 1°20′40″O / 40.3340556, -1.34444       |
| 874-622 | Abrigo de la Vacada                               | Castellote             | 40°44′3.70″N 0°22′7.10″O / 40.7343611, -0.3686389   |
| 874-623 | Abrigo del Barranco Hondo                         | Castellote             | 40°45′49.60″N 0°20′52.10″O / 40.7637778, -0.3478056 |
| 874-624 | Abrigo del Arenal de la Fonseca o Abrigo de Ángel | Ladruñán, Castellote   | 40°39′59.80″N 0°25′11.30″O / 40.6666111, -0.4198056 |
| 874-625 | Abrigo del Arquero                                | Ladruñán, Castellote   | 40°43′54.90″N 0°22′50″O / 40.7319167, -0.38056      |
| 874-626 | Abrigo del Torico del Pudial                      | Ladruñán, Castellote   | 40°43′51.90″N 0°22′58.30″O / 40.7310833, -0.3828611 |
| 874-627 | Friso abierto del Pudial                          | Ladruñán, Castellote   | 40°43′50.50″N 0°23′7.30″O / 40.7306944, -0.3853611  |
| 874-628 | Las Rozas I                                       | Ladruñán, Castellote   | 40°44′23.80″N 0°20′55.90″O / 40.7399444, -0.3488611 |
| 874-629 | Cueva de la Font de la Bernarda                   | Cretas                 | 40°57′33.20″N 0°11′1.90″E / 40.9592222, 0.1838611   |
| 874-630 | Cueva de Mas del Abogat                           | Calaceite              | 40°58′27.50″N 0°10′27.60″E / 40.9743056, 0.1743333  |
| 874-631 | Els Gascons                                       | Cretas                 | 40°57′23.30″N 0°10′53.80″E / 40.9564722, 0.1816111  |
| 874-632 | Roca dels Moros                                   | Cretas                 | 40°57′20.20″N 0°11′2.50″E / 40.9556111, 0.1840278   |
| 874-633 | Cueva de la Peña de la Morería                    | Frías de Albarracín    | 40°20′33.60″N 1°37′27.10″O / 40.3426667, -1.6241944 |
| 874-634 | Els Figuerals                                     | Fuentespalda           | 40°48′9.90″N 0°6′10.10″E / 40.8027500, 0.1028056    |
| 874-635 | Caídas del Salbimec                               | Mazaleón               | 41°0′34.60″N 0°7′39.50″E / 41.0096111, 0.1276389    |
| 874-636 | Els Secans                                        | Mazaleón               | 41°4′20.30″N 0°6′46.80″E / 41.0723056, 0.1130000    |
| 874-637 | Punta del Alcañizano                              | Mazaleón               | 40°0′37.90″N 0°7′39.30″E / 40.0105278, 0.1275833    |
| 874-638 | Barranco de Gibert I                              | Mosqueruela            | 40°23′50.50″N 0°21′46.60″O / 40.3973611, -0.3629444 |
| 874-639 | Barranco de Gibert II                             | Mosqueruela            | 40°23′50.40″N 0°21′44.50″O / 40.3973333, -0.3623611 |
| 874-640 | El Cerrao                                         | Obón                   | 40°53′20.10″N 0°44′0.30″O / 40.8889167, -0.7334167  |
| 874-641 | Hocino de Chornas                                 | Obón                   | 40°53′34.60″N 0°43′55.50″O / 40.8929444, -0.7320833 |
| 874-642 | La Coquinera                                      | Obón                   | 40°55′41.50″N 0°42′53.50″O / 40.9281944, -0.7148611 |
| 874-643 | Frontón de la Tía Chula                           | Oliete                 | 40°59′48.50″N 0°40′40.80″O / 40.9968056, -0.6780000 |
| 874-644 | Abrigo de la Paridera de Tormón                   | Tormón                 | 40°13′20″N 1°20′6.70″O / 40.22222, -1.3351944       |
| 874-645 | Abrigo de las Cabras Blancas                      | Tormón                 | 40°13′21.60″N 1°20′8.70″O / 40.2226667, -1.3357500  |
| 874-646 | Ceja de Piezarrodilla                             | Tormón                 | 40°13′37.30″N 1°20′2″O / 40.2270278, -1.33389       |
| 874-647 | Cerrada del Tío Jorge                             | Tormón                 | 40°13′26.40″N 1°20′6.50″O / 40.2240000, -1.3351389  |

#### Yacimientos del Sitio en la Provincia de Zaragoza
| Código  | Nombre                      | Lugar      | Coordenadas                                        |
| ------- | --------------------------- | ---------- | -------------------------------------------------- |
| 874-648 | Cueva de Moncín I           | Borja      | 41°51′49″N 1°35′9.80″O / 41.86361, -1.5860556      |
| 874-649 | Abrigo del Plano del Pulido | Caspe      | 41°8′40.60″N 0°2′15.90″O / 41.1446111, -0.0377500  |
| 874-650 | Valcomuna                   | Caspe      | 41°7′40.80″N 0°1′10″O / 41.1280000, -0.01944       |
| 874-651 | Barranco de Campells I      | Mequinenza | 41°23′0.90″N 0°19′22.40″E / 41.3835833, 0.3228889  |
| 874-652 | Barranco de Campells II     | Mequinenza | 41°22′59.60″N 0°19′33.20″E / 41.3832222, 0.3258889 |
| 874-653 | Barranco de La Plana I      | Mequinenza | 41°22′47.90″N 0°18′7.60″E / 41.3799722, 0.3021111  |
| 874-654 | Barranco de La Plana II     | Mequinenza | 41°22′49.30″N 0°18′1″E / 41.3803611, 0.30028       |
| 874-655 | Camino de la Cova Plana I   | Mequinenza | 41°21′39.20″N 0°21′11.20″E / 41.3608889, 0.3531111 |
| 874-656 | Camino de la Cova Plana II  | Mequinenza | 41°21′33.30″N 0°21′37.20″E / 41.3592500, 0.3603333 |
| 874-657 | Mas de Patriciel I          | Mequinenza | 41°19′22″N 0°11′23.20″E / 41.32278, 0.1897778      |
| 874-658 | Roca de Marta               | Mequinenza | 41°21′56″N 0°20′29.60″E / 41.36556, 0.3415556      |
| 874-659 | Sierra de los Rincones I    | Mequinenza | 41°24′8.70″N 0°14′33.20″E / 41.4024167, 0.2425556  |
| 874-660 | Valmayor IV                 | Mequinenza | 41°28′29″N 0°9′29.40″E / 41.47472, 0.1581667       |
| 874-661 | Valmayor V                  | Mequinenza | 40°46′8.80″N 0°10′50.40″E / 40.7691111, 0.1806667  |
| 874-662 | Val de Caballé              | Mequinenza | 41°19′38.30″N 0°9′13.40″E / 41.3273056, 0.1537222  |
| 874-663 | Val de Mamet I              | Mequinenza | 41°19′3.90″N 0°7′53.20″E / 41.3177500, 0.1314444   |
| 874-664 | Val de Mamet II             | Mequinenza | 41°19′3.90″N 0°7′53.20″E / 41.3177500, 0.1314444   |
| 874-665 | Vallbufandes I              | Mequinenza | 41°23′1.10″N 0°18′17.80″E / 41.3836389, 0.3049444  |

### Yacimientos del Sitio en Castilla-La Mancha

#### Yacimientos del Sitio en la Provincia de Albacete
| Código  | Nombre                                              | Municipio | Coordenadas                                         |
| ------- | --------------------------------------------------- | --------- | --------------------------------------------------- |
| 874-666 | Barranco del Cabezo del Moro                        | Almansa   | 38°54′28.30″N 1°0′19.70″O / 38.9078611, -1.0054722  |
| 874-667 | Cueva de Olula                                      | Almansa   | 38°46′8.60″N 1°1′33.30″O / 38.7690556, -1.0259167   |
| 874-668 | Abrigo I (Abrigo de la fuente de la Arena)          | Alpera    | 39°0′47.30″N 1°14′31.70″O / 39.0131389, -1.2421389  |
| 874-669 | Abrigo II (Abrigo de la fuente de la Arena o Caras) | Alpera    | 39°0′46.30″N 1°14′31.70″O / 39.0128611, -1.2421389  |
| 874-670 | Cueva de la Vieja                                   | Alpera    | 39°0′14.30″N 1°14′25.70″O / 39.0039722, -1.2404722  |
| 874-671 | Cueva del Queso                                     | Alpera    | 39°0′15.30″N 1°14′34.70″O / 39.0042500, -1.2429722  |
| 874-672 | Cueva Negra del Bosque                              | Alpera    | 39°0′24.30″N 1°14′37.70″O / 39.0067500, -1.2438056  |
| 874-673 | Cueva del Niño                                      | Ayna      | 38°32′34.30″N 2°9′18.90″O / 38.5428611, -2.1552500  |
| 874-674 | Abrigo de los Cortijos                              | Hellín    | 38°27′54.30″N 1°36′50.70″O / 38.4650833, -1.6140833 |
| 874-675 | Barranco de la Mortaja I                            | Hellín    | 38°27′59.30″N 1°37′4.80″O / 38.4664722, -1.6180000  |
| 874-676 | Cavidad II (Rinconada del Canalizo)                 | Hellín    | 38°28′51.30″N 1°37′54.80″O / 38.4809167, -1.6318889 |
| 874-677 | La Higuera (Barranco de la Mortaja)                 | Hellín    | 38°27′55.30″N 1°36′59.80″O / 38.4653611, -1.6166111 |
| 874-678 | Abrigo del Cerro de Barbatón                        | Letur     | 38°15′28.30″N 2°7′1.80″O / 38.2578611, -2.1171667   |
| 874-679 | Barranco Segovia                                    | Letur     | 38°15′17.30″N 2°6′9.80″O / 38.2548056, -2.1027222   |
| 874-680 | Cortijo de Sorbas I                                 | Letur     | 38°15′16.30″N 2°6′47.80″O / 38.2545278, -2.1132778  |
| 874-681 | Cortijo de Sorbas II                                | Letur     | 38°15′16.30″N 2°6′47.80″O / 38.2545278, -2.1132778  |
| 874-682 | Cueva Colorá                                        | Letur     | 38°15′35.30″N 2°6′54.80″O / 38.2598056, -2.1152222  |
| 874-683 | Fuente del Saúco                                    | Letur     | 38°15′36.30″N 2°7′2.90″O / 38.2600833, -2.1174722   |
| 874-684 | Las Covachicas                                      | Letur     | 38°14′53.10″N 2°6′52.80″O / 38.2480833, -2.1146667  |
| 874-685 | Tenada de Cueva Moreno                              | Letur     | 38°15′22.30″N 2°7′7.60″O / 38.2561944, -2.1187778   |
| 874-686 | Abrigo Grande de Minateda                           | Minateda  | 38°27′57.30″N 1°36′56.70″O / 38.4659167, -1.6157500 |
| 874-687 | Abrigo de Jutia I                                   | Nerpio    | 38°10′26.80″N 2°24′31.00″O / 38.1741111, -2.4086111 |
| 874-688 | Abrigo de Jutia II                                  | Nerpio    | 38°7′44.60″N 2°24′32.30″O / 38.1290556, -2.4089722  |
| 874-689 | Abrigo de la Cornisa                                | Nerpio    | 38°8′55.30″N 2°18′19.90″O / 38.1486944, -2.3055278  |
| 874-690 | Abrigo de la fuente de Montañoz I                   | Nerpio    | 38°6′59.20″N 2°24′33.90″O / 38.1164444, -2.4094167  |
| 874-691 | Abrigo de la fuente de Montañoz II                  | Nerpio    | 38°6′59.20″N 2°24′33.90″O / 38.1164444, -2.4094167  |
| 874-692 | Abrigo de la fuente del Sapo                        | Nerpio    | 38°11′25.30″N 2°21′17.90″O / 38.1903611, -2.3549722 |
| 874-693 | Abrigo de la Hoz                                    | Nerpio    | 38°9′12.30″N 2°20′29.90″O / 38.1534167, -2.3416389  |
| 874-694 | Abrigo de la Llagosa                                | Nerpio    | 38°8′6.20″N 2°19′32.90″O / 38.1350556, -2.3258056   |
| 874-695 | Abrigo de la Rambla de Pedro Izquierdo              | Nerpio    | 38°11′26.30″N 2°18′25.90″O / 38.1906389, -2.3071944 |
| 874-696 | Abrigo de la Viñuela                                | Nerpio    | 38°8′17.30″N 2°23′37.90″O / 38.1381389, -2.3938611  |
| 874-697 | Abrigo de las Cañadas I                             | Nerpio    | 38°5′30.20″N 2°25′5.90″O / 38.0917222, -2.4183056   |
| 874-698 | Abrigo de las Cañadas II                            | Nerpio    | 38°5′27.30″N 2°25′12.90″O / 38.0909167, -2.4202500  |
| 874-699 | Abrigo de los Cerricos                              | Nerpio    | 38°8′44.30″N 2°19′13.10″O / 38.1456389, -2.3203056  |
| 874-700 | Abrigo de los Covachos                              | Nerpio    | 38°8′35.30″N 2°19′49.90″O / 38.1431389, -2.3305278  |
| 874-701 | Abrigo de los Ídolos                                | Nerpio    | 38°8′52.30″N 2°19′5.90″O / 38.1478611, -2.3183056   |
| 874-702 | Abrigo de los Sabinares o Ventana de los Enamorados | Nerpio    | 38°8′7.20″N 2°23′41.90″O / 38.1353333, -2.3949722   |
| 874-703 | Abrigo del Castillo de Taibona                      | Nerpio    | 38°8′24.30″N 2°22′24.90″O / 38.1400833, -2.3735833  |
| 874-704 | Abrigo del Collado de la Cruz                       | Nerpio    | 38°9′45.00″N 2°15′57.50″O / 38.1625000, -2.2659722  |
| 874-705 | Abrigo del Ídolo                                    | Nerpio    | 38°8′52.30″N 2°19′6.90″O / 38.1478611, -2.3185833   |
| 874-706 | Abrigo del molino Juan Basura o molino Cipriano     | Nerpio    | 38°8′47.30″N 2°19′16.90″O / 38.1464722, -2.3213611  |
| 874-707 | Arroyo de la fuente de las Zorras                   | Nerpio    | 38°7′15.60″N 2°25′1.30″O / 38.1210000, -2.4170278   |
| 874-708 | Canalejas de Abajo                                  | Nerpio    | 38°9′21.40″N 2°22′44.70″O / 38.1559444, -2.3790833  |
| 874-709 | Cavidad I (Torcal de las Bojadillas) friso de los T | Nerpio    | 38°10′42.30″N 2°13′19.90″O / 38.1784167, -2.2221944 |
| 874-710 | Cavidad II (Torcal de las Bojadillas)               | Nerpio    | 38°10′42.30″N 2°13′19.90″O / 38.1784167, -2.2221944 |
| 874-711 | Cavidad III (Torcal de las Bojadillas)              | Nerpio    | 38°10′42.30″N 2°13′19.90″O / 38.1784167, -2.2221944 |
| 874-712 | Cavidad IV (Torcal de las Bojadillas)               | Nerpio    | 38°10′42.30″N 2°13′19.90″O / 38.1784167, -2.2221944 |
| 874-713 | Cavidad V (Torcal de las Bojadillas)                | Nerpio    | 38°10′42.30″N 2°13′19.90″O / 38.1784167, -2.2221944 |
| 874-714 | Cavidad VI (Torcal de las Bojadillas)               | Nerpio    | 38°10′42.30″N 2°13′19.90″O / 38.1784167, -2.2221944 |
| 874-715 | Cavidad VII (Torcal de las Bojadillas)              | Nerpio    | 38°10′42.30″N 2°13′19.90″O / 38.1784167, -2.2221944 |
| 874-716 | Concejal I                                          | Nerpio    | 38°8′32.90″N 2°23′5.60″O / 38.1424722, -2.3848889   |
| 874-717 | Concejal II                                         | Nerpio    | 38°8′32.90″N 2°23′5.60″O / 38.1424722, -2.3848889   |
| 874-718 | Concejal III                                        | Nerpio    | 38°8′32.90″N 2°23′5.60″O / 38.1424722, -2.3848889   |
| 874-719 | Cortijo de la Rosa                                  | Nerpio    | 38°6′36.90″N 2°25′44.70″O / 38.1102500, -2.4290833  |
| 874-720 | Friso de los Gitanos o Abrigo del Cazador           | Nerpio    | 38°10′27.40″N 2°15′39.90″O / 38.1742778, -2.2610833 |
| 874-721 | Hornacina de la Pareja                              | Nerpio    | 38°8′56.30″N 2°19′6.90″O / 38.1489722, -2.3185833   |
| 874-722 | Las Cabritas                                        | Nerpio    | 38°8′52.20″N 2°19′3.90″O / 38.1478333, -2.3177500   |
| 874-723 | Las Casas de los Ingenieros I                       | Nerpio    | 38°11′59.30″N 2°15′57.90″O / 38.1998056, -2.2660833 |
| 874-724 | Las Casas de los Ingenieros II                      | Nerpio    | 38°11′53.30″N 2°16′2.90″O / 38.1981389, -2.2674722  |
| 874-725 | Los Sacristanes                                     | Nerpio    | 38°9′5.00″N 2°22′3.70″O / 38.1513889, -2.3676944    |
| 874-726 | Mingarnao I                                         | Nerpio    | 38°10′12.30″N 2°19′31.10″O / 38.1700833, -2.3253056 |
| 874-727 | Mingarnao II                                        | Nerpio    | 38°10′12.30″N 2°19′31.10″O / 38.1700833, -2.3253056 |
| 874-728 | Molino de las Fuentes I                             | Nerpio    | 38°8′0.30″N 2°17′22.90″O / 38.1334167, -2.2896944   |
| 874-729 | Molino de las Fuentes II o de Sautuola              | Nerpio    | 38°8′0.30″N 2°17′22.90″O / 38.1334167, -2.2896944   |
| 874-730 | Prado del Tornero I                                 | Nerpio    | 38°8′57.30″N 2°18′29.90″O / 38.1492500, -2.3083056  |
| 874-731 | Prado del Tornero II                                | Nerpio    | 38°8′57.30″N 2°18′31.90″O / 38.1492500, -2.3088611  |
| 874-732 | Prado del Tornero III                               | Nerpio    | 38°8′57.30″N 2°18′31.80″O / 38.1492500, -2.3088333  |
| 874-733 | Senda de la Cabra                                   | Nerpio    | 38°6′36.80″N 2°25′42.60″O / 38.1102222, -2.4285000  |
| 874-734 | Zona 1 (Solana de las Covachas)                     | Nerpio    | 38°7′32.20″N 2°22′34.90″O / 38.1256111, -2.3763611  |
| 874-735 | Zona 2 (Solana de las Covachas)                     | Nerpio    | 38°7′32.20″N 2°22′34.90″O / 38.1256111, -2.3763611  |
| 874-736 | Zona 3 (Solana de las Covachas)                     | Nerpio    | 38°7′32.20″N 2°22′34.90″O / 38.1256111, -2.3763611  |
| 874-737 | Zona 4 (Solana de las Covachas)                     | Nerpio    | 38°7′32.20″N 2°22′34.90″O / 38.1256111, -2.3763611  |
| 874-738 | Zona 5 (Solana de las Covachas)                     | Nerpio    | 38°7′32.20″N 2°22′34.90″O / 38.1256111, -2.3763611  |
| 874-739 | Zona 6 (Solana de las Covachas)                     | Nerpio    | 38°7′32.20″N 2°22′34.90″O / 38.1256111, -2.3763611  |
| 874-740 | Zona 7 (Solana de las Covachas)                     | Nerpio    | 38°7′32.20″N 2°22′34.90″O / 38.1256111, -2.3763611  |
| 874-741 | Zona 8 (Solana de las Covachas)                     | Nerpio    | 38°7′32.20″N 2°22′34.90″O / 38.1256111, -2.3763611  |
| 874-742 | Zona 9 (Solana de las Covachas)                     | Nerpio    | 38°7′32.20″N 2°22′34.90″O / 38.1256111, -2.3763611  |
| 874-743 | Solana del Molinico                                 | Socovos   | 38°20′2.30″N 1°57′59.80″O / 38.3339722, -1.9666111  |
| 874-744 | Cueva del Gitano                                    | Yeste     | 38°15′2.30″N 2°19′59.90″O / 38.2506389, -2.3333056  |

#### Yacimientos del Sitio en la Provincia de Cuenca
| Código  | Nombre                                | Lugar           | Coordenadas                                         |
| ------- | ------------------------------------- | --------------- | --------------------------------------------------- |
| 874-745 | La Hoz de Vicente                     | Minglanilla     | 39°28′44.70″N 1°30′44.40″O / 39.4790833, -1.5123333 |
| 874-746 | Abrigo de la fuente de Selva Pascuala | Villar del Humo | 39°55′59.90″N 1°40′8.50″O / 39.9333056, -1.6690278  |
| 874-747 | Castellón de los machos               | Villar del Humo | 39°56′0.90″N 1°39′2.20″O / 39.9335833, -1.6506111   |
| 874-748 | La Peña del Castellar                 | Villar del Humo | 39°52′2.40″N 1°37′50.80″O / 39.8673333, -1.6307778  |
| 874-749 | Marmalo I                             | Villar del Humo | 39°54′58.40″N 1°38′57.70″O / 39.9162222, -1.6493611 |
| 874-750 | Marmalo II                            | Villar del Humo | 39°55′6.40″N 1°38′57.70″O / 39.9184444, -1.6493611  |
| 874-751 | Marmalo III                           | Villar del Humo | 39°55′5.20″N 1°38′59.10″O / 39.9181111, -1.6497500  |
| 874-752 | Marmalo IV                            | Villar del Humo | 39°55′15.70″N 1°41′50.40″O / 39.9210278, -1.6973333 |
| 874-753 | Marmalo V                             | Villar del Humo | 39°55′14.30″N 1°39′2″O / 39.9206389, -1.65056       |
| 874-754 | Peña del Escrito I                    | Villar del Humo | 39°54′55.50″N 1°39′42.60″O / 39.9154167, -1.6618333 |
| 874-755 | Peña del Escrito II                   | Villar del Humo | 39°54′55.50″N 1°39′41.80″O / 39.9154167, -1.6616111 |
| 874-756 | Selva Pascuala                        | Villar del Humo | 39°56′0.40″N 1°40′11.80″O / 39.9334444, -1.6699444  |

#### Yacimientos del Sitio en la Provincia de Guadalajara
| Código  | Nombre   | Lugar          | Coordenadas                                         |
| ------- | -------- | -------------- | --------------------------------------------------- |
| 874-757 | Rillo I  | Rillo de Gallo | 40°53′20.50″N 1°55′17.80″O / 40.8890278, -1.9216111 |
| 874-758 | Rillo II | Rillo de Gallo | 40°53′17.50″N 1°55′44.80″O / 40.8881944, -1.9291111 |

### Yacimientos del Sitio en Cataluña

#### Yacimientos del Sitio en la Provincia de Barcelona
| Código  | Nombre                   | Lugar              | Coordenadas                                        |
| ------- | ------------------------ | ------------------ | -------------------------------------------------- |
| 874-001 | La Pedra de les Orenetes | La Roca del Vallés | 41°34′0.60″N 2°19′28.90″E / 41.5668333, 2.3246944  |
| 874-002 | Roca Roja                | La Llacuna         | 41°27′59.60″N 1°29′17.70″E / 41.4665556, 1.4882500 |
| 874-003 | Cova dels Segarulls      | Olérdola           | 41°18′56.60″N 1°42′30.70″E / 41.3157222, 1.7085278 |
| 874-004 | Abric de Can Castellvi   | Olérdola           | 41°18′26.60″N 1°42′0.70″E / 41.3073889, 1.7001944  |
| 874-005 | Abric de Can Ximet       | Olérdola           | 41°18′25.60″N 1°42′8.70″E / 41.3071111, 1.7024167  |

#### Yacimientos del Sitio en la Provincia de Lérida
| Código  | Nombre                                          | Lugar               | Coordenadas                                        |
| ------- | ----------------------------------------------- | ------------------- | -------------------------------------------------- |
| 874-006 | Abric de la Vall d'Ingla                        | Bellver de Cerdanya | 42°20′0.70″N 1°46′58.70″E / 42.3335278, 1.7829722  |
| 874-007 | Roc del Rumbau o Roca dels moros                | Peramola            | 42°4′41.70″N 1°16′51.60″E / 42.0782500, 1.2810000  |
| 874-008 | Balma de les Ovelles                            | Tremp               | 42°19′19.60″N 0°47′33.00″E / 42.3221111, 0.7925000 |
| 874-009 | Cova del Cogulló                                | Vilanova de Meyá    | 41°59′59.60″N 1°2′24.60″E / 41.9998889, 1.0401667  |
| 874-010 | Les Aparets I, II, III, IV                      | Alós de Balaguer    | 41°54′43.60″N 0°59′46.60″E / 41.9121111, 0.9962778 |
| 874-011 | Antona I, II, III                               | Artesa de Segre     | 41°53′44.60″N 1°0′55.50″E / 41.8957222, 1.0154167  |
| 874-012 | Balma del Pantà                                 | Camarasa Fontllonga | 41°54′52.60″N 0°52′49.50″E / 41.9146111, 0.8804167 |
| 874-013 | Cova del Tabac                                  | Camarasa Fontllonga | 41°54′12.60″N 0°52′39.50″E / 41.9035000, 0.8776389 |
| 874-014 | Cova dels Vilasos o dels Vilars                 | Os de Balaguer      | 41°52′33.60″N 0°42′15.50″E / 41.8760000, 0.7043056 |
| 874-015 | Pintures Rupestres d'Alfés                      | Alfés               | 41°31′2.60″N 0°39′19.50″E / 41.5173889, 0.6554167  |
| 874-016 | Roques Guàrdies II                              | Borjas Blancas      | 41°29′50.60″N 0°50′52.60″E / 41.4973889, 0.8479444 |
| 874-017 | La Vall de la Coma                              | Albí                | 41°27′8.60″N 0°51′0.50″E / 41.4523889, 0.8501389   |
| 874-018 | Albi II / Balma dels Punts                      | Albí                | 41°27′0.80″N 0°54′31.70″E / 41.4502222, 0.9088056  |
| 874-019 | Abric del Barranc de Sant Jaume                 | Granja de Escarpe   | 41°24′29.60″N 0°20′37.40″E / 41.4082222, 0.3437222 |
| 874-020 | Abric del Barranc de Canà o de la mina federica | Granja de Escarpe   | 41°24′29.60″N 0°20′37.40″E / 41.4082222, 0.3437222 |
| 874-021 | Roca de los Moros                               | El Cogul            | 41°28′0.60″N 0°41′51.50″E / 41.4668333, 0.6976389  |

#### Yacimientos del Sitio en la Provincia de Tarragona
| Código  | Nombre                          | Lugar      | Coordenadas                                        |
| ------- | ------------------------------- | ---------- | -------------------------------------------------- |
| 874-022 | El Portell de les Lletres       | Montblanch | 41°21′18.60″N 1°6′47.60″E / 41.3551667, 1.1132222  |
| 874-023 | Mas d'En Llort                  | Montblanch | 41°21′18.60″N 1°6′47.60″E / 41.3551667, 1.1132222  |
| 874-024 | Mas d'En Ramon d'en Besso       | Montblanch | 41°21′20.60″N 1°6′22.60″E / 41.3557222, 1.1062778  |
| 874-025 | Abric de la Baridana I          | Montblanch | 41°20′5.60″N 1°5′25.60″E / 41.3348889, 1.0904444   |
| 874-026 | Abric de la Baridana II         | Montblanch | 41°20′5.60″N 1°5′23.60″E / 41.3348889, 1.0898889   |
| 874-027 | Mas d'En Carles                 | Montblanch | 41°20′8.60″N 1°6′1.60″E / 41.3357222, 1.1004444    |
| 874-028 | Mas del Gran                    | Montblanch | 41°19′51.60″N 1°6′9.60″E / 41.3310000, 1.1026667   |
| 874-029 | Britus I                        | Montblanch | 41°19′27.60″N 1°6′29.60″E / 41.3243333, 1.1082222  |
| 874-030 | Britus Il                       | Montblanch | 41°19′28.60″N 1°6′31.60″E / 41.3246111, 1.1087778  |
| 874-031 | Cova de les Creus               | Montblanch | 41°19′32.60″N 1°5′49.60″E / 41.3257222, 1.0971111  |
| 874-032 | Abric de Gallicant              | Cornudella | 41°15′37.60″N 0°57′22.60″E / 41.2604444, 0.9562778 |
| 874-033 | Abrics de l'Apotecari           | Tarragona  | 41°9′14.50″N 1°20′1.10″E / 41.1540278, 1.3336389   |
| 874-034 | Cova de l'Escoda                | Vandellós  | 40°59′36.50″N 0°48′18.50″E / 40.9934722, 0.8051389 |
| 874-035 | Balma d'En Roc                  | Vandellós  | 40°59′44.50″N 0°48′15.50″E / 40.9956944, 0.8043056 |
| 874-036 | Cova del Racó d'en Perdigó      | Vandellós  | 40°59′44.50″N 0°48′15.50″E / 40.9956944, 0.8043056 |
| 874-037 | Abric de la Serra de la mussara | Vilaplana  | 41°14′55.40″N 1°1′49.90″E / 41.2487222, 1.0305278  |
| 874-038 | Cova de Cabrafeixet             | Perelló    | 40°53′45.50″N 0°38′6.90″E / 40.8959722, 0.6352500  |
| 874-039 | Cova de les Calobres            | Perelló    | 40°53′18.60″N 0°39′58.90″E / 40.8885000, 0.6663611 |
| 874-040 | Cova del Ramat                  | Tivisa     | 41°0′51.50″N 0°41′47.10″E / 41.0143056, 0.6964167  |
| 874-041 | Cova del Cingle                 | Tivisa     | 41°1′1.50″N 0°42′3.90″E / 41.0170833, 0.7010833    |
| 874-042 | Cova del Pi                     | Tivisa     | 41°1′4.60″N 0°41′55.20″E / 41.0179444, 0.6986667   |
| 874-043 | Cova del Taller                 | Tivisa     | 40°56′35.80″N 0°46′55.70″E / 40.9432778, 0.7821389 |
| 874-044 | Prop de la Cova Pintada         | Alfara     | 40°50′38.60″N 0°20′26.10″E / 40.8440556, 0.3405833 |
| 874-045 | Abric de masets                 | Freginals  | 40°40′31.50″N 0°30′9.50″E / 40.6754167, 0.5026389  |
| 874-046 | Abric de les Llibreres          | Freginals  | 40°39′48.50″N 0°29′42.50″E / 40.6634722, 0.4951389 |
| 874-047 | Abric d'Esquarterades I         | Ulldecona  | 40°38′12.50″N 0°28′31.50″E / 40.6368056, 0.4754167 |
| 874-048 | Abric d'Esquarterades II        | Ulldecona  | 40°38′15.50″N 0°28′35.50″E / 40.6376389, 0.4765278 |
| 874-049 | Abric d'Ermites I               | Ulldecona  | 40°38′2.00″N 0°28′1.80″E / 40.6338889, 0.4671667   |
| 874-050 | Abric d'Ermites II              | Ulldecona  | 40°38′2.00″N 0°28′1.80″E / 40.6338889, 0.4671667   |
| 874-051 | Abric d'Ermites IIIa            | Ulldecona  | 40°38′2.00″N 0°28′1.80″E / 40.6338889, 0.4671667   |
| 874-052 | Abric d'Ermites IIIb            | Ulldecona  | 40°38′5.30″N 0°28′5.90″E / 40.6348056, 0.4683056   |
| 874-053 | Abric d'Ermites IV o Cova fosca | Ulldecona  | 40°38′5.30″N 0°28′5.90″E / 40.6348056, 0.4683056   |
| 874-054 | Abric d'Ermites V               | Ulldecona  | 40°38′5.30″N 0°28′5.90″E / 40.6348056, 0.4683056   |
| 874-055 | Abric d'Ermites V exterior      | Ulldecona  | 40°38′5.30″N 0°28′5.90″E / 40.6348056, 0.4683056   |
| 874-056 | Abric d'Ermites VI              | Ulldecona  | 40°38′8.50″N 0°28′5.80″E / 40.6356944, 0.4682778   |
| 874-057 | Abric d'Ermites VII             | Ulldecona  | 40°38′8.50″N 0°28′5.80″E / 40.6356944, 0.4682778   |
| 874-058 | Abric d'Ermites VIII            | Ulldecona  | 40°38′8.50″N 0°28′5.80″E / 40.6356944, 0.4682778   |
| 874-059 | Abric d'Ermites IX              | Ulldecona  | 40°38′8.50″N 0°28′5.80″E / 40.6356944, 0.4682778   |
| 874-060 | Cova de Vallmajor               | Albiñana   | 41°14′19.60″N 1°28′29.70″E / 41.2387778, 1.4749167 |

### Yacimientos del Sitio en la Comunidad Valenciana

#### Yacimientos del Sitio en la Provincia de Alicante
| Código  | Nombre                                         | Municipio           | Provincia                                           |
| ------- | ---------------------------------------------- | ------------------- | --------------------------------------------------- |
| 874-130 | Abric de les finestres IV                      | Alfafara            | 38°47′6.40″N 0°35′8.60″O / 38.7851111, -0.5857222   |
| 874-131 | Al Patró                                       | Vall de Gallinera   | 38°49′37.00″N 0°14′15.50″O / 38.8269444, -0.2376389 |
| 874-132 | Cova de la Catxupa- Abric III                  | Denia               | 38°45′6.60″N 0°6′42.00″E / 38.7518333, 0.1116667    |
| 874-133 | Cova del mig dia                               | Jávea               | 38°48′19.20″N 0°7′32.30″E / 38.8053333, 0.1256389   |
| 874-134 | Coves Santes de Dalt                           | Jávea               | 38°48′9.20″N 0°11′49.60″E / 38.8025556, 0.1971111   |
| 874-135 | Coves Santes de Baix                           | Jávea               | 38°48′9.20″N 0°11′49.60″E / 38.8025556, 0.1971111   |
| 874-136 | Pinós                                          | Benisa              | 38°41′42.70″N 0°0′33.60″E / 38.6951944, 0.0093333   |
| 874-137 | Barranc de frainos- Abric I                    | Alcolecha           | 38°39′59.80″N 0°18′58.30″O / 38.6666111, -0.3161944 |
| 874-138 | Barranc de frainos- Abric II                   | Alcolecha           | 38°39′59.80″N 0°18′58.30″O / 38.6666111, -0.3161944 |
| 874-139 | Morro Carrascal                                | Alcolecha           | 38°40′15.70″N 0°18′45.30″O / 38.6710278, -0.3125833 |
| 874-140 | Penya del Vicari                               | Altea               | 38°39′28.70″N 0°1′57.80″O / 38.6579722, -0.0327222  |
| 874-141 | Coves Roges- Abric I                           | Benimasot           | 38°45′27.60″N 0°19′6.80″O / 38.7576667, -0.3185556  |
| 874-142 | Barranc d'en Grau                              | Vall de Gallinera   | 38°49′44.60″N 0°15′0.80″O / 38.8290556, -0.2502222  |
| 874-143 | Coves Roges- Abric II                          | Benimasot           | 38°45′27.00″N 0°18′41.90″O / 38.7575000, -0.3116389 |
| 874-144 | Coves Roges- Abric III                         | Benimasot           | 38°45′27.00″N 0°18′41.90″O / 38.7575000, -0.3116389 |
| 874-145 | L'Esmoladora                                   | Benimasot           | 38°45′32.80″N 0°18′8.60″O / 38.7591111, -0.3023889  |
| 874-146 | Sierra de Alfaro                               | Facheca             | 38°44′18.40″N 0°15′58.90″O / 38.7384444, -0.2663611 |
| 874-147 | Barranc de la fita- Abric I                    | Famorca             | 38°43′58.40″N 0°13′18.10″O / 38.7328889, -0.2216944 |
| 874-148 | Barranc de la fita- Abric II                   | Famorca             | 38°43′58.40″N 0°13′18.10″O / 38.7328889, -0.2216944 |
| 874-149 | Barranc de la fita- Abric III                  | Famorca             | 38°43′58.40″N 0°13′18.10″O / 38.7328889, -0.2216944 |
| 874-150 | Barranc de la fita-Abric V                     | Famorca             | 38°43′58.40″N 0°13′18.10″O / 38.7328889, -0.2216944 |
| 874-151 | Coves Roges Abric I                            | Tollos              | 38°45′19.30″N 0°15′27.60″O / 38.7553611, -0.2576667 |
| 874-152 | Coves Roges Abric II-III                       | Tollos              | 38°45′19.30″N 0°15′27.20″O / 38.7553611, -0.2575556 |
| 874-153 | Barranc de Beniali- Abric l                    | Vall de Gallinera   | 38°50′8.10″N 0°13′16.20″O / 38.8355833, -0.2211667  |
| 874-154 | Barranc del Xorquet                            | Tárbena             | 38°42′32.40″N 0°7′42.00″O / 38.7090000, -0.1283333  |
| 874-155 | Penya Escrita                                  | Tárbena             | 38°41′12.30″N 0°4′1.80″O / 38.6867500, -0.0671667   |
| 874-156 | Barranc de Bolulla                             | Bolulla             | 38°41′1.00″N 0°7′16.70″O / 38.6836111, -0.1213056   |
| 874-157 | Abric del Racó del Condoig                     | Vall de Alcalá      | 38°46′42.50″N 0°16′59.70″O / 38.7784722, -0.2832500 |
| 874-158 | Abric de les Torrudanes                        | Vall de Ebo         | 38°49′5.10″N 0°10′3.80″O / 38.8180833, -0.1677222   |
| 874-159 | Cova de Reinós                                 | Vall de Ebo         | 38°48′40.50″N 0°8′46.00″O / 38.8112500, -0.1461111  |
| 874-160 | Cova fosca                                     | Vall de Ebo         | 38°48′47.50″N 0°9′6.50″O / 38.8131944, -0.1518056   |
| 874-161 | Barraac de la Palla                            | Tormos              | 38°48′5.80″N 0°5′3.60″O / 38.8016111, -0.0843333    |
| 874-162 | Cova Llarga                                    | Lorcha              | 38°50′12.30″N 0°18′35.40″O / 38.8367500, -0.3098333 |
| 874-163 | Cova del mansano                               | Jalón               | 38°42′35.10″N 0°3′0.50″O / 38.7097500, -0.0501389   |
| 874-164 | Barraac de Beniali- Abric Il                   | Vall de Gallinera   | 38°50′8.10″N 0°13′16.20″O / 38.8355833, -0.2211667  |
| 874-165 | Abric de Seguili                               | Alcalalí            | 38°45′33.20″N 0°2′49.00″O / 38.7592222, -0.0469444  |
| 874-166 | Cueva de las Arañas del Carabassi              | Santa Pola          | 38°13′52.70″N 0°30′54.20″O / 38.2313056, -0.5150556 |
| 874-167 | Barranc de Beniali- Abric IlI                  | Vall de Gallinera   | 38°50′8.10″N 0°13′16.20″O / 38.8355833, -0.2211667  |
| 874-168 | Barranc de Beniali- Abric IV                   | Vall de Gallinera   | 38°50′8.10″N 0°13′16.20″O / 38.8355833, -0.2211667  |
| 874-169 | Barranc de Beniali- Abric V                    | Vall de Gallinera   | 38°50′8.10″N 0°13′16.20″O / 38.8355833, -0.2211667  |
| 874-170 | Barranc de la Cova Jeroni- Abric I             | Vall de Gallinera   | 38°49′45.20″N 0°13′8.80″O / 38.8292222, -0.2191111  |
| 874-171 | Barranc de la Cova Negra                       | Vall de Gallinera   | 38°50′6.70″N 0°12′18.20″O / 38.8351944, -0.2050556  |
| 874-172 | Barranc de la magrana                          | Vall de Gallinera   | 38°49′48.50″N 0°13′12.80″O / 38.8301389, -0.2202222 |
| 874-173 | Barranc d'Alpadull- Abric I                    | Alfafara            | 38°46′10.70″N 0°34′41.50″O / 38.7696389, -0.5781944 |
| 874-174 | Barran de Parets                               | Vall de Gallinera   | 38°50′9.60″N 0°12′5.70″O / 38.8360000, -0.2015833   |
| 874-175 | Benirrama- Abric I                             | Vall de Gallinera   | 38°50′9.50″N 0°12′1.50″O / 38.8359722, -0.2004167   |
| 874-176 | Benirrama- Abric II                            | Vall de Gallinera   | 38°50′9.50″N 0°12′1.50″O / 38.8359722, -0.2004167   |
| 874-177 | Cova Jeroni                                    | Vall de Gallinera   | 38°49′45.20″N 0°13′8.80″O / 38.8292222, -0.2191111  |
| 874-178 | Racó del Pou                                   | Vall de Gallinera   | 38°49′47.60″N 0°14′52.40″O / 38.8298889, -0.2478889 |
| 874-179 | Abric de la Gleda                              | Planes              | 38°47′5.50″N 0°17′11.20″O / 38.7848611, -0.2864444  |
| 874-180 | Barranc de la Penya Blanca                     | Planes              | 38°46′28.90″N 0°18′52.10″O / 38.7746944, -0.3144722 |
| 874-181 | Barranc dels Garrofers                         | Planes              | 38°48′12.30″N 0°18′35.70″O / 38.8034167, -0.3099167 |
| 874-182 | Barranc dels Garrofers- Abric II               | Planes              | 38°48′12.30″N 0°18′35.70″O / 38.8034167, -0.3099167 |
| 874-183 | Coves de la Vila                               | Planes              | 38°48′31.50″N 0°20′43.50″O / 38.8087500, -0.3454167 |
| 874-184 | Barranc d'Alpadull- Abric II                   | Alfafara            | 38°46′10.70″N 0°34′41.50″O / 38.7696389, -0.5781944 |
| 874-185 | Barranc de l'Infern Conj. 1, abrigo I          | Vall de Laguart     | 38°47′0.60″N 0°7′2.30″O / 38.7835000, -0.1173056    |
| 874-186 | Barranc de l'Infern Conj. 2, abrigo I          | Vall de Laguart     | 38°46′41.20″N 0°7′3.10″O / 38.7781111, -0.1175278   |
| 874-187 | Barranc de l'Infern Conj. 2, abrigo II         | Vall de Laguart     | 38°47′0.60″N 0°7′2.30″O / 38.7835000, -0.1173056    |
| 874-188 | Barranc de l'Infern Conj. 3, abrigo I          | Vall de Laguart     | 38°47′0.60″N 0°7′2.30″O / 38.7835000, -0.1173056    |
| 874-189 | Barranc de l'Infern Conj. 3, abrigo II         | Vall de Laguart     | 38°47′0.60″N 0°7′2.30″O / 38.7835000, -0.1173056    |
| 874-190 | Barranc de l'Infern Conj. 3, abrigo III        | Vall de Laguart     | 38°47′0.60″N 0°7′2.30″O / 38.7835000, -0.1173056    |
| 874-191 | Barranc de l'Infern Conj. 3, abrigo IV         | Vall de Laguart     | 38°47′0.60″N 0°7′2.30″O / 38.7835000, -0.1173056    |
| 874-192 | Barranc de l'Infern Conj. 3, abrigo V          | Vall de Laguart     | 38°47′0.60″N 0°7′2.30″O / 38.7835000, -0.1173056    |
| 874-193 | Barranc de l'Infern Conj. 3, abrigo VI         | Vall de Laguart     | 38°47′0.60″N 0°7′2.30″O / 38.7835000, -0.1173056    |
| 874-194 | Barranc de l'Infern Conj. 4, abrigo I          | Vall de Laguart     | 38°47′0.60″N 0°7′2.30″O / 38.7835000, -0.1173056    |
| 874-195 | Barranc d'Alpadull- Abric III                  | Alfafara            | 38°47′0.60″N 0°7′2.30″O / 38.7835000, -0.1173056    |
| 874-196 | Barranc de l'Infern Conj. 4, abrigo Il         | Vall de Laguart     | 38°47′0.60″N 0°7′2.30″O / 38.7835000, -0.1173056    |
| 874-197 | Barranc de l'Infern Conj. 3 abrigo IIl         | Vall de Laguart     | 38°47′0.60″N 0°7′2.30″O / 38.7835000, -0.1173056    |
| 874-198 | Barranc de l'Infern Corij. 4, abrigo IV        | Vall de Laguart     | 38°47′0.60″N 0°7′2.30″O / 38.7835000, -0.1173056    |
| 874-199 | Barranc de l'Infern Conj. 4, abrigo V          | Vall de Laguart     | 38°47′0.60″N 0°7′2.30″O / 38.7835000, -0.1173056    |
| 874-200 | Barranc de l'Infern Conj. 5, abrigo I          | Vall de Laguart     | 38°47′0.60″N 0°7′2.30″O / 38.7835000, -0.1173056    |
| 874-201 | Barranc de l'Infern Conj. 6, abrigo I          | Vall de Laguart     | 38°47′0.60″N 0°7′2.30″O / 38.7835000, -0.1173056    |
| 874-202 | Barranc de l'Infern Conj. 6 abrigo II          | Vall de Laguart     | 38°47′0.60″N 0°7′2.30″O / 38.7835000, -0.1173056    |
| 874-203 | Racó de la Cova dels Llidoners                 | Vall de Laguart     | 38°46′20.90″N 0°6′30.70″O / 38.7724722, -0.1085278  |
| 874-204 | Barranc de Bil.la- Abric I                     | Castell de Castells | 38°44′26.10″N 0°12′15.00″O / 38.7405833, -0.2041667 |
| 874-205 | El Pantanet                                    | Alfafara            | 38°47′13.10″N 0°33′58.00″O / 38.7869722, -0.5661111 |
| 874-206 | Barranc de Bil.la- Abric II                    | Castell de Castells | 38°44′26.10″N 0°12′15.00″O / 38.7405833, -0.2041667 |
| 874-207 | Barranc de famorca- Abric I                    | Castell de Castells | 38°43′57.70″N 0°12′49.20″O / 38.7326944, -0.2136667 |
| 874-208 | Barranc de famorca- Abric II                   | Castell de Castells | 38°43′57.70″N 0°12′49.20″O / 38.7326944, -0.2136667 |
| 874-209 | Barranc de famorca- Abric III                  | Castell de Castells | 38°43′57.70″N 0°12′49.20″O / 38.7326944, -0.2136667 |
| 874-210 | Barranc de famorca- Abric IV                   | Castell de Castells | 38°43′57.70″N 0°12′49.20″O / 38.7326944, -0.2136667 |
| 874-211 | Barranc de famorca- Abric V                    | Castell de Castells | 38°43′57.60″N 0°12′46.90″O / 38.7326667, -0.2130278 |
| 874-212 | Barranc de famorca- Abric VI                   | Castell de Castells | 38°43′57.70″N 0°12′49.20″O / 38.7326944, -0.2136667 |
| 874-213 | Barranc de Galistero                           | Castell de Castells | 38°44′6.10″N 0°9′38.40″O / 38.7350278, -0.1606667   |
| 874-214 | Cova Alta- Abric I                             | Castell de Castells | 38°45′23.20″N 0°11′23.00″O / 38.7564444, -0.1897222 |
| 874-215 | Cova Alta- Abric II                            | Castell de Castells | 38°45′23.20″N 0°11′23.00″O / 38.7564444, -0.1897222 |
| 874-216 | Penya de Benicadell                            | Beniarrés           | 38°50′0.40″N 0°24′7.60″O / 38.8334444, -0.4021111   |
| 874-217 | Cova Alta- Abric III                           | Castell de Castells | 38°45′23.20″N 0°11′23.00″O / 38.7564444, -0.1897222 |
| 874-218 | Esbardal de miquel el Serril- Abric I          | Castell de Castells | 38°42′44.30″N 0°11′25.10″O / 38.7123056, -0.1903056 |
| 874-219 | Esbardal de miquel el Serril- Abric II         | Castell de Castells | 38°42′44.30″N 0°11′25.10″O / 38.7123056, -0.1903056 |
| 874-220 | Pla de Petracos- Abric I                       | Castell de Castells | 38°45′42.00″N 0°10′57.40″O / 38.7616667, -0.1826111 |
| 874-221 | Pla de Petracos- Abric III                     | Castell de Castells | 38°45′42.00″N 0°10′57.40″O / 38.7616667, -0.1826111 |
| 874-222 | Pla de Petracos- Abric IV                      | Castell de Castells | 38°45′42.00″N 0°10′57.40″O / 38.7616667, -0.1826111 |
| 874-223 | Pla de Petracos- Abric V                       | Castell de Castells | 38°45′42.00″N 0°10′57.40″O / 38.7616667, -0.1826111 |
| 874-224 | Pla de Petracos- Abric VII                     | Castell de Castells | 38°45′42.00″N 0°10′57.40″O / 38.7616667, -0.1826111 |
| 874-225 | Pla de Petracos- Abric VIII                    | Castell de Castells | 38°45′42.00″N 0°10′57.40″O / 38.7616667, -0.1826111 |
| 874-226 | Racó de Gorgorí- Abric I                       | Castell de Castells | 38°45′35.20″N 0°12′57.80″O / 38.7597778, -0.2160556 |
| 874-227 | Abric de la Paella                             | Cocentaina          | 38°45′54.70″N 0°27′14.60″O / 38.7651944, -0.4540556 |
| 874-228 | Racó de Gorgorí- Abric II                      | Castell de Castells | 38°45′35.20″N 0°12′57.80″O / 38.7597778, -0.2160556 |
| 874-229 | Racó de Gorgorí- Abric III                     | Castell de Castells | 38°45′35.20″N 0°12′57.80″O / 38.7597778, -0.2160556 |
| 874-230 | Racó de Gorgorí- Abric V                       | Castell de Castells | 38°45′35.20″N 0°12′57.80″O / 38.7597778, -0.2160556 |
| 874-231 | Racó de Sorellets- Abric I                     | Castell de Castells | 38°45′55.00″N 0°10′56.90″O / 38.7652778, -0.1824722 |
| 874-232 | Racó de Sorellets- Abric II                    | Castell de Castells | 38°45′55.00″N 0°10′56.90″O / 38.7652778, -0.1824722 |
| 874-233 | Barranc de les Covatelles                      | Confrides           | 38°41′17.80″N 0°16′43.00″O / 38.6882778, -0.2786111 |
| 874-234 | Penyó de les Carrasques- Abric I               | Confrides           | 38°41′33.30″N 0°16′13.40″O / 38.6925833, -0.2703889 |
| 874-235 | Penyó de les Carrasques- Abric II              | Confrides           | 38°41′35.90″N 0°18′5.10″O / 38.6933056, -0.3014167  |
| 874-236 | Port de Confrides- Abric I                     | Confrides           | 38°41′45.60″N 0°18′4.70″O / 38.6960000, -0.3013056  |
| 874-237 | Port de Confrides- Abric II                    | Confrides           | 38°41′45.60″N 0°18′4.70″O / 38.6960000, -0.3013056  |
| 874-238 | Abric de la Penya Banyà                        | Cocentaina          | 38°44′56.40″N 0°27′16.70″O / 38.7490000, -0.4546389 |
| 874-239 | Port de Confrides- Abric III                   | Confrides           | 38°41′45.60″N 0°18′4.70″O / 38.6960000, -0.3013056  |
| 874-240 | Barranc del Sord-Abric I                       | Confrides (Abdet)   | 38°42′35.80″N 0°14′31.70″O / 38.7099444, -0.2421389 |
| 874-241 | Barranc del Sord-Abric II                      | Confrides (Abdet)   | 38°42′35.80″N 0°14′31.70″O / 38.7099444, -0.2421389 |
| 874-242 | Barranc del Salt- Abric l                      | Penáguila           | 38°40′19.80″N 0°21′43.10″O / 38.6721667, -0.3619722 |
| 874-243 | Barranc del Salt- Abric lI                     | Penáguila           | 38°40′19.80″N 0°21′43.10″O / 38.6721667, -0.3619722 |
| 874-244 | Barranc del Salt- Abric lII                    | Penáguila           | 38°40′19.80″N 0°21′43.10″O / 38.6721667, -0.3619722 |
| 874-245 | Barranc del Salt- Abric lV (Arc de Sta. Lucia) | Penáguila           | 38°40′19.80″N 0°21′43.10″O / 38.6721667, -0.3619722 |
| 874-246 | Barranc del Salt- Abric V                      | Penáguila           | 38°40′19.80″N 0°21′43.10″O / 38.6721667, -0.3619722 |
| 874-247 | Barranc del Salt- Abric VI                     | Penáguila           | 38°40′19.80″N 0°21′43.10″O / 38.6721667, -0.3619722 |
| 874-248 | Port de Penaguila- Abric I                     | Penáguila           | 38°40′13.30″N 0°21′43.30″O / 38.6703611, -0.3620278 |
| 874-249 | Barranc de mastec                              | Cocentaina          | 38°43′59.20″N 0°28′12.60″O / 38.7331111, -0.4701667 |
| 874-250 | Port de Penaguila- Abric II                    | Penáguila           | 38°40′13.80″N 0°22′4.00″O / 38.6705000, -0.3677778  |
| 874-251 | Barranc de les Coves- Abric I                  | Alcoy               | 38°40′32.80″N 0°34′11.50″O / 38.6757778, -0.5698611 |
| 874-252 | Barranc de les Coves- Abric II                 | Alcoy               | 38°40′32.80″N 0°34′11.50″O / 38.6757778, -0.5698611 |
| 874-253 | Barranc de les Coves- Abric III                | Alcoy               | 38°40′32.80″N 0°34′11.50″O / 38.6757778, -0.5698611 |
| 874-254 | Barranc de les Coves- Abric IV                 | Alcoy               | 38°40′32.80″N 0°34′11.50″O / 38.6757778, -0.5698611 |
| 874-255 | La Sarga- Abric I                              | Alcoy               | 38°38′14.20″N 0°27′18.50″O / 38.6372778, -0.4551389 |
| 874-256 | La Sarga- Abric II                             | Alcoy               | 38°38′14.20″N 0°27′18.50″O / 38.6372778, -0.4551389 |
| 874-257 | La Sarga- Abric III                            | Alcoy               | 38°38′14.20″N 0°27′18.50″O / 38.6372778, -0.4551389 |
| 874-258 | Cova de la Catxupa- Abric I                    | Denia               | 38°45′6.60″N 0°6′42.00″E / 38.7518333, 0.1116667    |
| 874-259 | Cova de la Catxupa- Abric II                   | Denia               | 38°45′6.60″N 0°6′42.00″E / 38.7518333, 0.1116667    |

#### Yacimientos del Sitio en la Provincia de Castellón
| Código  | Nombre                                     | Municipio           | Provincia                                           |
| ------- | ------------------------------------------ | ------------------- | --------------------------------------------------- |
| 874-291 | La Saltadora- Abric XIV                    | Cuevas de Vinromá   | 40°23′26.80″N 0°5′19.40″E / 40.3907778, 0.0887222   |
| 874-260 | Abric de la mostela                        | Albocácer           | 40°25′6.70″N 0°7′5.40″E / 40.4185278, 0.1181667     |
| 874-261 | Cingle de l'Ermità -Abric III              | Albocácer           | 40°23′55.70″N 0°3′2.50″E / 40.3988056, 0.0506944    |
| 874-262 | Abric más de la Roca                       | San mateo           | 40°28′33.70″N 0°6′43.80″E / 40.4760278, 0.1121667   |
| 874-263 | Abric de la Bonansa                        | San mateo           | 40°29′0.30″N 0°7′12.40″E / 40.4834167, 0.1201111    |
| 874-264 | más de Torres                              | Catí                | 41°24′46.30″N 0°2′49.60″E / 41.4128611, 0.0471111   |
| 874-265 | Cingle de l'Ermità -Abric IV               | Albocácer           | 40°23′55.70″N 0°3′2.50″E / 40.3988056, 0.0506944    |
| 874-266 | Cingle de l'Ermità -Abric V                | Albocácer           | 40°23′55.70″N 0°3′2.50″E / 40.3988056, 0.0506944    |
| 874-267 | Coveta de montegordo                       | Albocácer           | 40°24′10.70″N 0°2′15.10″E / 40.4029722, 0.0375278   |
| 874-268 | Mas d'en Salvador- Abric I                 | Albocácer           | 40°23′35.70″N 0°2′42.10″E / 40.3932500, 0.0450278   |
| 874-269 | Mas d'en Salvador- Abric II                | Albocácer           | 40°23′35.70″N 0°2′42.10″E / 40.3932500, 0.0450278   |
| 874-270 | Mas d'en Salvador- Abric III               | Albocácer           | 40°23′35.70″N 0°2′42.10″E / 40.3932500, 0.0450278   |
| 874-271 | Mas d'en Salvador- Abric IV                | Albocácer           | 40°23′35.70″N 0°2′42.10″E / 40.3932500, 0.0450278   |
| 874-272 | Mas d'en Salvador- Abric V                 | Albocácer           | 40°23′35.70″N 0°2′42.10″E / 40.3932500, 0.0450278   |
| 874-273 | Cova de l'Arc                              | Tírig               | 40°23′54.10″N 0°4′6.10″E / 40.3983611, 0.0683611    |
| 874-274 | Abric del Barranc d'en Cabrera             | Albocácer           | 40°24′27.60″N 0°6′58.60″E / 40.4076667, 0.1162778   |
| 874-275 | Cova de la Taruga                          | Tírig               | 40°23′44.50″N 0°4′10.80″E / 40.3956944, 0.0696667   |
| 874-276 | Cova de Rull                               | Tírig               | 40°24′0.30″N 0°3′53.20″E / 40.4000833, 0.0647778    |
| 874-277 | Cova dels Cavalls                          | Tírig               | 40°23′57.30″N 0°4′6.00″E / 40.3992500, 0.0683333    |
| 874-278 | Coves del Civil o Ribasals- Abric I        | Tírig               | 40°23′59.50″N 0°3′23.50″E / 40.3998611, 0.0565278   |
| 874-279 | Coves del Civil o Ribasals- Abric II       | Tírig               | 40°23′59.50″N 0°3′23.50″E / 40.3998611, 0.0565278   |
| 874-280 | Coves del Civil o Ribasals- Abric III      | Tírig               | 40°23′59.50″N 0°3′23.50″E / 40.3998611, 0.0565278   |
| 874-281 | L'Arc                                      | Tírig               | 40°23′54.10″N 0°4′6.10″E / 40.3983611, 0.0683611    |
| 874-282 | La Cova dels Tolls Alts                    | Tírig               | 40°23′40.20″N 0°3′28.60″E / 40.3945000, 0.0579444   |
| 874-283 | Calçaes del matá                           | Cuevas de Vinromá   | 40°23′27.10″N 0°5′32.10″E / 40.3908611, 0.0922500   |
| 874-284 | Cova alta del Llidoner                     | Cuevas de Vinromá   | 40°6′42.40″N 0°5′54.00″E / 40.1117778, 0.0983333    |
| 874-285 | Centelles- Abric I                         | Albocácer           | 40°25′9.60″N 0°0′30.70″E / 40.4193333, 0.0085278    |
| 874-286 | La Saltadora- Abric I                      | Cuevas de Vinromá   | 40°23′26.80″N 0°5′19.40″E / 40.3907778, 0.0887222   |
| 874-287 | La Saltadora- Abric VI                     | Cuevas de Vinromá   | 40°23′26.80″N 0°5′19.40″E / 40.3907778, 0.0887222   |
| 874-288 | La Saltadora- Abric VII                    | Cuevas de Vinromá   | 40°23′26.80″N 0°5′19.40″E / 40.3907778, 0.0887222   |
| 874-289 | La Saltadora- Abric IX                     | Cuevas de Vinromá   | 40°23′26.80″N 0°5′19.40″E / 40.3907778, 0.0887222   |
| 874-290 | La Saltadora- Abric XIII                   | Cuevas de Vinromá   | 40°23′26.80″N 0°5′19.40″E / 40.3907778, 0.0887222   |
| 874-292 | La Saltadora- Abric XII                    | Cuevas de Vinromá   | 40°23′26.80″N 0°5′19.40″E / 40.3907778, 0.0887222   |
| 874-293 | Mas d'en Josep - Abric l                   | Tírig               | 40°23′32.80″N 0°5′2.20″E / 40.3924444, 0.0839444    |
| 874-294 | Mas d'en Josep- Abric lI                   | Tírig               | 40°23′32.80″N 0°5′2.20″E / 40.3924444, 0.0839444    |
| 874-295 | Cova Gran del Puntal                       | Albocácer           | 40°23′16.70″N 0°5′7.10″E / 40.3879722, 0.0853056    |
| 874-296 | Centelles- Abric II                        | Albocácer           | 40°25′9.60″N 0°0′30.70″E / 40.4193333, 0.0085278    |
| 874-297 | Cingle dels Tolls del Puntal               | Albocácer           | 40°23′13.60″N 0°5′11.50″E / 40.3871111, 0.0865278   |
| 874-298 | Covetes del Puntal- Abric I                | Albocácer           | 40°23′13.50″N 0°5′7.30″E / 40.3870833, 0.0853611    |
| 874-299 | Covetes del Puntal- Abric II               | Albocácer           | 40°23′13.50″N 0°5′7.30″E / 40.3870833, 0.0853611    |
| 874-300 | Covetes del Puntal- Abric III              | Albocácer           | 40°23′13.50″N 0°5′7.30″E / 40.3870833, 0.0853611    |
| 874-301 | Covetes del Puntal- Abric IV               | Albocácer           | 40°23′13.50″N 0°5′7.30″E / 40.3870833, 0.0853611    |
| 874-302 | Covetes del Puntal- Abric V                | Albocácer           | 40°23′13.50″N 0°5′7.30″E / 40.3870833, 0.0853611    |
| 874-303 | Abric de les Dogues                        | Ares del Maestre    | 40°23′16.30″N 0°6′57.40″O / 40.3878611, -0.1159444  |
| 874-304 | Abric del mas Blanc                        | Ares del Maestre    | 40°25′7.80″N 0°5′40.50″O / 40.4188333, -0.0945833   |
| 874-305 | Barranc del Puig- Abric I                  | Ares del Maestre    | 40°23′33.00″N 0°5′10.70″O / 40.3925000, -0.0863056  |
| 874-306 | Barranc del Puig- Abric II                 | Ares del Maestre    | 40°23′33.00″N 0°5′10.70″O / 40.3925000, -0.0863056  |
| 874-307 | Centelles- Abric III                       | Albocácer           | 40°25′9.60″N 0°0′30.70″E / 40.4193333, 0.0085278    |
| 874-308 | Cingle de la mola Remigia- Abric I         | Ares del Maestre    | 40°25′19.80″N 0°7′9.10″O / 40.4221667, -0.1191944   |
| 874-309 | Cingle de la mola Remigia- Abric II        | Ares del Maestre    | 40°25′16.40″N 0°7′5.00″O / 40.4212222, -0.1180556   |
| 874-310 | Cingle de la mola Remigia- Abric III       | Ares del Maestre    | 40°25′19.80″N 0°7′9.10″O / 40.4221667, -0.1191944   |
| 874-311 | Cingle de la mola Remigia- Abric IV        | Ares del Maestre    | 40°25′19.80″N 0°7′9.10″O / 40.4221667, -0.1191944   |
| 874-312 | Cingle de la mola Remigia- Abric V         | Ares del Maestre    | 40°25′19.80″N 0°7′9.10″O / 40.4221667, -0.1191944   |
| 874-313 | Cingle de la mola Remigia- Abric VI        | Ares del Maestre    | 40°25′19.80″N 0°7′9.10″O / 40.4221667, -0.1191944   |
| 874-314 | Cingle de la mola Remigia- Abric VIII      | Ares del Maestre    | 40°25′0.30″N 0°7′9.90″O / 40.4167500, -0.1194167    |
| 874-315 | Cingle de la mola Remigia- Abric IX        | Ares del Maestre    | 40°25′19.80″N 0°7′9.10″O / 40.4221667, -0.1191944   |
| 874-316 | Cingle de la mola Remigia- Abric X         | Ares del Maestre    | 40°25′19.80″N 0°7′9.10″O / 40.4221667, -0.1191944   |
| 874-317 | Cingle del Puig                            | Ares del Maestre    | 40°25′19.80″N 0°7′9.10″O / 40.4221667, -0.1191944   |
| 874-318 | Cenrelles- Abric IV                        | Albocácer           | 40°25′9.60″N 0°0′30.70″E / 40.4193333, 0.0085278    |
| 874-319 | Cova Remigia- Abric l                      | Ares del Maestre    | 40°25′16.60″N 0°7′13.50″O / 40.4212778, -0.1204167  |
| 874-320 | Cova Remigia- Abric II                     | Ares del Maestre    | 40°25′16.60″N 0°7′13.50″O / 40.4212778, -0.1204167  |
| 874-321 | Cova Remigia- Abric III                    | Ares del Maestre    | 40°25′16.60″N 0°7′13.50″O / 40.4212778, -0.1204167  |
| 874-322 | Cova Remigia- Abric IV                     | Ares del Maestre    | 40°25′16.60″N 0°7′13.50″O / 40.4212778, -0.1204167  |
| 874-323 | Cova Remigia- Abric V                      | Ares del Maestre    | 40°25′16.60″N 0°7′13.50″O / 40.4212778, -0.1204167  |
| 874-324 | Cova Remigia- Abric VI                     | Ares del Maestre    | 40°25′16.60″N 0°7′13.50″O / 40.4212778, -0.1204167  |
| 874-325 | El Cireral                                 | Ares del Maestre    | 40°25′16.40″N 0°7′5.00″O / 40.4212222, -0.1180556   |
| 874-326 | Molí Darrer- Abric I                       | Ares del Maestre    | 40°27′23.60″N 0°7′33.50″O / 40.4565556, -0.1259722  |
| 874-327 | Molí Darrer- Abric II                      | Ares del Maestre    | 40°27′23.60″N 0°7′33.50″O / 40.4565556, -0.1259722  |
| 874-328 | Molí Darrer- Abric III                     | Ares del Maestre    | 40°27′23.60″N 0°7′33.50″O / 40.4565556, -0.1259722  |
| 874-329 | Centelles - Abric V                        | Albocácer           | 40°25′9.60″N 0°0′30.70″E / 40.4193333, 0.0085278    |
| 874-330 | Racó d'en Gil                              | Ares del Maestre    | 40°24′39.00″N 0°3′47.20″O / 40.4108333, -0.0631111  |
| 874-331 | Racó Gasparo                               | Ares del Maestre    | 40°25′14.30″N 0°7′51.80″O / 40.4206389, -0.1310556  |
| 874-332 | Racó molero                                | Ares del Maestre    | 40°25′6.60″N 0°7′1.20″O / 40.4185000, -0.1170000    |
| 874-333 | Rocas del más de molero                    | Ares del Maestre    | 40°25′6.60″N 0°7′1.20″O / 40.4185000, -0.1170000    |
| 874-334 | Villaroges                                 | Ares del Maestre    | 40°25′59.20″N 0°7′28.60″O / 40.4331111, -0.1246111  |
| 874-335 | Abric del mas del moli de la Cova          | Benasal             | 40°22′30.80″N 0°13′33.70″O / 40.3752222, -0.2260278 |
| 874-336 | Caseta de Irene                            | Benasal             | 40°22′40.10″N 0°13′16.30″O / 40.3778056, -0.2211944 |
| 874-337 | Els Covarxos                               | Benasal             | 40°22′31.70″N 0°11′56.10″O / 40.3754722, -0.1989167 |
| 874-338 | La Roca del migdia                         | Benasal             | 40°23′18.20″N 0°14′56.50″O / 40.3883889, -0.2490278 |
| 874-339 | mas d'en Badenes                           | Benasal             | 40°23′13.80″N 0°14′5.80″O / 40.3871667, -0.2349444  |
| 874-340 | Cingle de l'Ermità -Abric I                | Albocácer           | 40°23′55.70″N 0°3′2.50″E / 40.3988056, 0.0506944    |
| 874-341 | Racó de Nando                              | Benasal             | 40°22′40.10″N 0°13′16.30″O / 40.3778056, -0.2211944 |
| 874-342 | Roca del Senallo                           | Benasal             | 40°22′24.20″N 0°13′29.70″O / 40.3733889, -0.2249167 |
| 874-343 | La Covassa                                 | Culla               | 40°20′35.90″N 0°10′19.20″O / 40.3433056, -0.1720000 |
| 874-344 | La Covassa del molinell                    | Culla               | 40°20′55.80″N 0°6′16.80″O / 40.3488333, -0.1046667  |
| 874-345 | Abric del más de Barberà                   | forcall             | 41°1′29.90″N 0°12′8.90″O / 41.0249722, -0.2024722   |
| 874-346 | Cova del Barranquet                        | Morella             | 40°38′8.20″N 0°3′24.00″O / 40.6356111, -0.0566667   |
| 874-347 | Cova del Llepus o Partició                 | Morella             | 40°38′8.20″N 0°3′24.00″O / 40.6356111, -0.0566667   |
| 874-348 | Coveta de la Cornisa                       | Morella             | 40°38′24.50″N 0°3′20.50″O / 40.6401389, -0.0556944  |
| 874-349 | Galería alta de la masia                   | Morella             | 40°38′24.50″N 0°3′20.50″O / 40.6401389, -0.0556944  |
| 874-350 | Galería del Roure                          | Morella             | 40°38′8.20″N 0°3′24.00″O / 40.6356111, -0.0566667   |
| 874-351 | Cingle de l'Ermità -Abric II               | Albocácer           | 40°23′55.70″N 0°3′2.50″E / 40.3988056, 0.0506944    |
| 874-352 | Cingle de Palanques- Abrigo A              | Palanques           | 40°43′18.10″N 0°10′34.20″O / 40.7216944, -0.1761667 |
| 874-353 | Cingle de Palanques- Abrigo B              | Palanques           | 40°43′18.10″N 0°10′34.20″O / 40.7216944, -0.1761667 |
| 874-354 | Abric de la Tenalla                        | Puebla de Benifasar | 40°41′22.20″N 0°11′8.90″E / 40.6895000, 0.1858056   |
| 874-355 | Cova dels Rossegadors o del Polvorin       | Puebla de Benifasar | 40°40′27.30″N 0°13′31.70″E / 40.6742500, 0.2254722  |
| 874-356 | Covatina del Tossalet del más de la Rambla | Villafranca del Cid | 40°27′33.00″N 0°16′15.30″O / 40.4591667, -0.2709167 |
| 874-357 | Abric del mas dels Ous                     | Chert               | 40°33′32.30″N 0°9′4.10″E / 40.5589722, 0.1511389    |
| 874-358 | Cova de Gargán                             | Chodos              | 40°13′43.30″N 0°18′51.40″O / 40.2286944, -0.3142778 |
| 874-359 | Castell de Villafamés                      | Villafamés          | 40°7′33.30″N 0°3′7.10″O / 40.1259167, -0.0519722    |
| 874-360 | La Joquera                                 | Borriol             | 40°2′6.50″N 0°3′33.80″O / 40.0351389, -0.0593889    |
| 874-361 | Abric más de los Perez                     | Bejis               | 39°53′38.90″N 0°43′4.80″O / 39.8941389, -0.7180000  |

#### Yacimientos del Sitio en la Provincia de Valencia
| Código  | Nombre                                | Municipio             | Provincia                                           |
| ------- | ------------------------------------- | --------------------- | --------------------------------------------------- |
| 874-362 | Covacha de l'Aigua Amarga             | Albalat de Taronchers | 39°39′58.10″N 0°22′24.60″O / 39.6661389, -0.3735000 |
| 874-363 | Barranco de las Colochas- Abrigo II   | Gestalgar             | 39°35′10.00″N 0°51′51.80″O / 39.5861111, -0.8643889 |
| 874-364 | Abric de la Cocina                    | Dos Aguas             | 39°15′19.60″N 0°43′13.20″O / 39.2554444, -0.7203333 |
| 874-365 | Abric de la Pareja                    | Dos Aguas             | 39°16′55.10″N 0°44′29.40″O / 39.2819722, -0.7415000 |
| 874-366 | Abric de las Cabras                   | Dos Aguas             | 39°15′52.80″N 0°43′53.80″O / 39.2646667, -0.7316111 |
| 874-367 | Abric del Ciervo                      | Dos Aguas             | 39°16′52.00″N 0°44′33.60″O / 39.2811111, -0.7426667 |
| 874-368 | Abric del Cinto de la Ventana         | Dos Aguas             | 39°15′3.70″N 0°43′30.40″O / 39.2510278, -0.7251111  |
| 874-369 | Cueva del Cerro                       | Millares              | 39°14′26.40″N 0°44′55.00″O / 39.2406667, -0.7486111 |
| 874-370 | Abrigo del mal Paso                   | Millares              | 39°14′22.80″N 0°47′25.30″O / 39.2396667, -0.7903611 |
| 874-371 | Abrigo de Jesús Galdón                | Millares              | 39°10′14.80″N 0°46′5.50″O / 39.1707778, -0.7681944  |
| 874-372 | Abrigo de Rosser                      | Millares              | 39°12′11.70″N 0°43′27.60″O / 39.2032500, -0.7243333 |
| 874-373 | Peñón de Santo Espíritu               | Gilet                 | 39°40′15.50″N 0°20′55.80″O / 39.6709722, -0.3488333 |
| 874-374 | Abrigo de Vicent                      | Millares              | 39°10′54.80″N 0°47′2.60″O / 39.1818889, -0.7840556  |
| 874-375 | Abric de Trini                        | Millares              | 39°11′59.80″N 0°44′22.20″O / 39.1999444, -0.7395000 |
| 874-376 | Abric del Charco Negro                | Millares              | 39°11′53.30″N 0°44′22.40″O / 39.1981389, -0.7395556 |
| 874-377 | Abrigo del Atajo I                    | Millares              | 39°14′2.60″N 0°46′48.40″O / 39.2340556, -0.7801111  |
| 874-378 | Abrigo del Atajo II                   | Millares              | 39°14′2.60″N 0°46′48.40″O / 39.2340556, -0.7801111  |
| 874-379 | Abrigo de las Cañas I                 | Millares              | 39°11′46.50″N 0°46′52.60″O / 39.1962500, -0.7812778 |
| 874-380 | Abrigo de las Cañas II                | Millares              | 39°11′28.30″N 0°45′9.00″O / 39.1911944, -0.7525000  |
| 874-381 | Cueva moma                            | Millares              | 39°10′43.20″N 0°45′23.00″O / 39.1786667, -0.7563889 |
| 874-382 | Abrigo Chorradores                    | Millares              | 39°14′2.40″N 0°46′35.80″O / 39.2340000, -0.7766111  |
| 874-383 | Abric de la Balsa Calicanto           | Bicorp                | 39°8′19.20″N 0°50′2.40″O / 39.1386667, -0.8340000   |
| 874-384 | Covacha del Barranc del Diable        | Sagunto               | 39°12′1.60″N 0°20′11.50″O / 39.2004444, -0.3365278  |
| 874-385 | Abric de la Era del Bolo              | Bicorp                | 39°8′8.80″N 0°49′25.20″O / 39.1357778, -0.8236667   |
| 874-386 | Abric de las Sabinas                  | Bicorp                | 39°8′19.50″N 0°50′14.90″O / 39.1387500, -0.8374722  |
| 874-387 | Abric de los Gineses                  | Bicorp                | 39°8′26.20″N 0°50′27.20″O / 39.1406111, -0.8408889  |
| 874-388 | Abric de Lucio o Gavidia              | Bicorp                | 39°8′2.80″N 0°49′50.40″O / 39.1341111, -0.8306667   |
| 874-389 | Abric de Tollos I o de la fuente Seca | Bicorp                | 39°8′17.70″N 0°48′39.20″O / 39.1382500, -0.8108889  |
| 874-390 | Abric de Tollos II o de Cambriquia    | Bicorp                | 39°8′27.00″N 0°48′18.00″O / 39.1408333, -0.8050000  |
| 874-391 | Abric del Barranco Garrofero          | Bicorp                | 39°8′16.40″N 0°50′23.30″O / 39.1378889, -0.8398056  |
| 874-392 | Abric del Charco de la madera         | Bicorp                | 39°8′29.20″N 0°50′14.60″O / 39.1414444, -0.8373889  |
| 874-393 | Abric del Zuro                        | Bicorp                | 39°8′22.20″N 0°49′45.70″O / 39.1395000, -0.8293611  |
| 874-394 | Cueva de la Araña- Abrigo I           | Bicorp                | 39°6′37.20″N 0°51′37.10″O / 39.1103333, -0.8603056  |
| 874-395 | Covacha Picayo- abrigo l              | Sagunto               | 39°38′54.20″N 0°18′23.70″O / 39.6483889, -0.3065833 |
| 874-396 | Cueva de la Araña- Abrigo II          | Bicorp                | 39°6′37.20″N 0°51′37.10″O / 39.1103333, -0.8603056  |
| 874-397 | Cueva de la Araña- Abrigo III         | Bicorp                | 39°6′37.20″N 0°51′37.10″O / 39.1103333, -0.8603056  |
| 874-398 | Peñón de los machos                   | Jalance               | 39°11′29.50″N 1°1′7.60″O / 39.1915278, -1.0187778   |
| 874-399 | Abric de Tortosillas                  | Ayora                 | 38°59′29.10″N 1°10′44.70″O / 38.9914167, -1.1790833 |
| 874-400 | Abric del Sordo                       | Ayora                 | 38°59′19.00″N 1°10′24.20″O / 38.9886111, -1.1733889 |
| 874-401 | Abric Pedro más                       | Ayora                 | 38°56′38.60″N 1°8′48.60″O / 38.9440556, -1.1468333  |
| 874-402 | Abric del Espolón del Zapatero        | Quesa                 | 39°10′28.30″N 0°46′34.30″O / 39.1745278, -0.7761944 |
| 874-403 | Abric del Voro                        | Quesa                 | 39°4′57.70″N 0°46′44.70″O / 39.0826944, -0.7790833  |
| 874-404 | Abric del Garrofero                   | Navarrés              | 39°4′28.30″N 0°46′37.30″O / 39.0745278, -0.7770278  |
| 874-405 | Abric de Lambert                      | Cullera               | 39°10′56.10″N 0°15′5.60″O / 39.1822500, -0.2515556  |
| 874-406 | Covacha Picayo- abrigo II             | Sagunto               | 39°38′54.20″N 0°18′23.70″O / 39.6483889, -0.3065833 |
| 874-407 | Barranc de la falaguera- Abric I      | Alfarp                | 39°17′45.00″N 0°29′38.70″O / 39.2958333, -0.4940833 |
| 874-408 | Barranc de la falaguera- Abric II     | Alfarp                | 39°17′45.00″N 0°29′38.70″O / 39.2958333, -0.4940833 |
| 874-409 | Barranc de la falaguera- Abric III    | Alfarp                | 39°17′45.00″N 0°29′38.70″O / 39.2958333, -0.4940833 |
| 874-410 | Cova de la Petxina                    | Játiva                | 38°57′15.70″N 0°27′6.90″O / 38.9543611, -0.4519167  |
| 874-411 | Abric de Gontrán                      | Mogente               | 38°51′43.80″N 0°44′40.10″O / 38.8621667, -0.7444722 |
| 874-412 | Abric de la Penya                     | Mogente               | 38°51′35.40″N 0°43′0.80″O / 38.8598333, -0.7168889  |
| 874-413 | Abric de la Creu                      | Onteniente            | 38°47′40.60″N 0°36′30.40″O / 38.7946111, -0.6084444 |
| 874-414 | Abric de la fos                       | Onteniente            | 38°51′58.80″N 0°35′31.90″O / 38.8663333, -0.5921944 |
| 874-415 | Abric de la monja                     | Onteniente            | 38°47′59.90″N 0°36′25.60″O / 38.7999722, -0.6071111 |
| 874-416 | Abric del Gegant                      | Onteniente            | 38°48′9.60″N 0°36′25.30″O / 38.8026667, -0.6070278  |
| 874-417 | Abric del Rincón del Tío Escribano    | Titaguas              | 39°52′54.70″N 1°5′3.90″O / 39.8818611, -1.0844167   |
| 874-418 | Balma de la fabriqueta                | Onteniente            | 39°42′0.30″N 0°34′1.10″O / 39.7000833, -0.5669722   |
| 874-419 | Abric del Pontet                      | Bocairente            | 38°46′50.50″N 0°35′21.60″O / 38.7806944, -0.5893333 |
| 874-420 | Penya roja o Ulls de Canals           | Bocairente            | 38°41′29.30″N 0°37′57.30″O / 38.6914722, -0.6325833 |
| 874-421 | Barranc de les Coves- Abrigo l        | Salem                 | 38°51′12.20″N 0°22′4.60″O / 38.8533889, -0.3679444  |
| 874-422 | Barranc de les Coves- Abrigo II       | Salem                 | 38°51′12.20″N 0°22′4.60″O / 38.8533889, -0.3679444  |
| 874-423 | Barranc de les Coves- Abrigo III      | Salem                 | 38°51′12.20″N 0°22′4.60″O / 38.8533889, -0.3679444  |
| 874-424 | Barranc de Carbonera- Abric I         | Beniatjar             | 38°50′21.60″N 0°25′25.60″O / 38.8393333, -0.4237778 |
| 874-425 | Barranc de Carbonera- Abric II        | Beniatjar             | 38°50′21.60″N 0°25′25.60″O / 38.8393333, -0.4237778 |
| 874-426 | Coveta del mig- Abric I               | Beniatjar             | 38°49′59.00″N 0°25′30.50″O / 38.8330556, -0.4251389 |
| 874-427 | Cueva de la Clau                      | Gandia                | 38°55′36.20″N 0°13′40.80″O / 38.9267222, -0.2280000 |
| 874-428 | El Corral de Silla- Abric l           | Tuéjar                | 39°47′30.40″N 1°1′55.30″O / 39.7917778, -1.0320278  |
| 874-429 | El Corral de Silla- Abric lI          | Tuéjar                | 39°47′30.40″N 1°1′55.30″O / 39.7917778, -1.0320278  |
| 874-430 | Barranco de las Colochas- Abrigo I    | Gestalgar             | 39°35′10.00″N 0°51′51.80″O / 39.5861111, -0.8643889 |

### Yacimientos del Sitio en la Región de Murcia
| Código  | Nombre                                      | Municipio  | Provincia                                           |
| ------- | ------------------------------------------- | ---------- | --------------------------------------------------- |
| 874-431 | Abrigos del Pozo I y II                     | Calasparra | 38°14′16.60″N 1°36′45.10″O / 38.2379444, -1.6125278 |
| 874-432 | Abrigo del Pozo III                         | Calasparra | 38°14′16.60″N 1°36′45.10″O / 38.2379444, -1.6125278 |
| 874-433 | Cueva de la Higuera (Isla Plana)            | Cartagena  | 37°34′54.50″N 1°12′7.80″O / 37.5818056, -1.2021667  |
| 874-434 | Cueva de las Conchas (Peña Rubia)           | Cehegín    | 38°5′29.10″N 1°48′22.70″O / 38.0914167, -1.8063056  |
| 874-435 | Cueva de las Palmas (Peña Rubia)            | Cehegín    | 38°5′29.00″N 1°48′26.80″O / 38.0913889, -1.8074444  |
| 874-436 | Cueva del Humo (Peña Rubia)                 | Cehegín    | 38°5′28.80″N 1°48′23.10″O / 38.0913333, -1.8064167  |
| 874-437 | Abrigo de las Enredaderas (Los Almadenes)   | Cieza      | 38°14′18.90″N 1°33′44.90″O / 38.2385833, -1.5624722 |
| 874-438 | Abrigo del Paso                             | Cieza      | 38°14′38.30″N 1°34′16.40″O / 38.2439722, -1.5712222 |
| 874-439 | Los Grajos I                                | Cieza      | 38°15′46.40″N 1°22′44.40″O / 38.2628889, -1.3790000 |
| 874-440 | Abrigo de la Ventana II (Calar de la Santa) | moratalla  | 38°10′47.70″N 2°10′28.20″O / 38.1799167, -2.1745000 |
| 874-441 | Los Grajos II                               | Cieza      | 38°15′46.40″N 1°22′44.40″O / 38.2628889, -1.3790000 |
| 874-442 | Los Grajos III                              | Cieza      | 38°15′46.40″N 1°22′44.40″O / 38.2628889, -1.3790000 |
| 874-443 | Arco I (Los Losares)                        | Cieza      | 38°14′19.60″N 1°34′35.40″O / 38.2387778, -1.5765000 |
| 874-444 | Arco II (los Losares)                       | Cieza      | 38°14′19.60″N 1°34′35.40″O / 38.2387778, -1.5765000 |
| 874-445 | Cueva de Jorge                              | Cieza      | 38°13′54.60″N 1°34′20.80″O / 38.2318333, -1.5724444 |
| 874-446 | Cueva de las Cabras                         | Cieza      | 38°13′59.00″N 1°34′13.60″O / 38.2330556, -1.5704444 |
| 874-447 | Cueva de los Pucheros (Los Losares)         | Cieza      | 38°13′36.40″N 1°34′32.40″O / 38.2267778, -1.5756667 |
| 874-448 | Cueva-sima de la Serreta (Los Almadenes)    | Cieza      | 38°14′23.40″N 1°33′52.40″O / 38.2398333, -1.5645556 |
| 874-449 | El Laberinto                                | Cieza      | 38°14′28.50″N 1°34′7.00″O / 38.2412500, -1.5686111  |
| 874-450 | Los Rumies                                  | Cieza      | 38°14′37.20″N 1°34′16.70″O / 38.2436667, -1.5713056 |
| 874-451 | Abrigo del molino de Bagil                  | Moratalla  | 38°14′45.10″N 2°4′19.40″O / 38.2458611, -2.0720556  |
| 874-452 | Abrigo del Buen Aire I                      | Jumilla    | 38°32′45.20″N 1°18′55.20″O / 38.5458889, -1.3153333 |
| 874-453 | Abrigo del Buen Aire II                     | Jumilla    | 38°32′45.20″N 1°18′55.20″O / 38.5458889, -1.3153333 |
| 874-454 | Abrigo del Canto Blanco                     | Jumilla    | 38°26′31.70″N 1°21′30.80″O / 38.4421389, -1.3585556 |
| 874-455 | Cueva del Peliciego                         | Jumilla    | 38°31′53.10″N 1°19′51.60″O / 38.5314167, -1.3310000 |
| 874-456 | Abrigo de los Gavilanes (Valdeinfierno)     | Lorca      | 37°48′4.80″N 1°58′42.70″O / 37.8013333, -1.9785278  |
| 874-457 | Abrigo del mojao (Valdeinfierno)            | Lorca      | 37°48′6.30″N 1°58′39.60″O / 37.8017500, -1.9776667  |
| 874-458 | Cueva del Tío Labrador                      | Lorca      | 37°42′33.30″N 1°59′5.80″O / 37.7092500, -1.9849444  |
| 874-459 | Las Covaticas I                             | Lorca      | 37°45′23.10″N 1°58′13.30″O / 37.7564167, -1.9703611 |
| 874-460 | Las Covaticas II                            | Lorca      | 37°45′23.30″N 1°58′10.00″O / 37.7564722, -1.9694444 |
| 874-461 | Abrigo de Zaén I                            | Moratalla  | 38°14′14.50″N 2°5′17.30″O / 38.2373611, -2.0881389  |
| 874-462 | Abrigo de Zaén II                           | Moratalla  | 38°14′24.90″N 2°5′35.70″O / 38.2402500, -2.0932500  |
| 874-463 | molino de Capel I                           | Moratalla  | 38°11′46.90″N 2°2′55.30″O / 38.1963611, -2.0486944  |
| 874-464 | molino de Capel Il                          | Moratalla  | 38°11′46.90″N 2°2′55.30″O / 38.1963611, -2.0486944  |
| 874-465 | Abrigo del Sabinar                          | Moratalla  | 38°12′56.90″N 2°11′5.40″O / 38.2158056, -2.1848333  |
| 874-466 | La Risca I                                  | Moratalla  | 38°13′23.20″N 2°1′12.20″O / 38.2231111, -2.0200556  |
| 874-467 | La Risca II                                 | Moratalla  | 38°13′23.20″N 2°1′12.20″O / 38.2231111, -2.0200556  |
| 874-468 | La Risca III                                | Moratalla  | 38°13′23.20″N 2°1′12.20″O / 38.2231111, -2.0200556  |
| 874-469 | Andragulla I                                | Moratalla  | 38°10′34.70″N 2°1′49.20″O / 38.1763056, -2.0303333  |
| 874-470 | Andragulla II                               | Moratalla  | 38°10′34.70″N 2°1′49.20″O / 38.1763056, -2.0303333  |
| 874-471 | Andragulla III                              | Moratalla  | 38°10′34.70″N 2°1′49.20″O / 38.1763056, -2.0303333  |
| 874-472 | Andragulla IV                               | Moratalla  | 38°10′34.70″N 2°1′49.20″O / 38.1763056, -2.0303333  |
| 874-473 | Benizar I                                   | Moratalla  | 38°16′0.30″N 1°59′1.50″O / 38.2667500, -1.9837500   |
| 874-474 | Benizar II                                  | Moratalla  | 38°16′0.30″N 1°59′1.50″O / 38.2667500, -1.9837500   |
| 874-475 | Benizar III                                 | Moratalla  | 38°16′0.30″N 1°59′1.50″O / 38.2667500, -1.9837500   |
| 874-476 | Benizar IV                                  | Moratalla  | 38°16′0.30″N 1°59′5.70″O / 38.2667500, -1.9849167   |
| 874-477 | Benizar V                                   | Moratalla  | 38°16′0.30″N 1°59′5.70″O / 38.2667500, -1.9849167   |
| 874-478 | Cañaica del Calar l                         | Moratalla  | 38°11′10.50″N 2°11′4.90″O / 38.1862500, -2.1846944  |
| 874-479 | Cañaica del Calar lI                        | Moratalla  | 38°11′10.50″N 2°11′4.90″O / 38.1862500, -2.1846944  |
| 874-480 | Cañaica del Calar lII                       | Moratalla  | 38°11′10.50″N 2°11′4.90″O / 38.1862500, -2.1846944  |
| 874-481 | Cueva de los Cascarones                     | Moratalla  | 38°15′14.50″N 2°1′30.30″O / 38.2540278, -2.0250833  |
| 874-482 | Cueva del Esquilo                           | Moratalla  | 38°14′23.60″N 2°3′59.50″O / 38.2398889, -2.0665278  |
| 874-483 | fuensanta I                                 | Moratalla  | 38°14′48.90″N 2°5′37.50″O / 38.2469167, -2.0937500  |
| 874-484 | fuensanta III                               | Moratalla  | 38°14′48.90″N 2°5′37.50″O / 38.2469167, -2.0937500  |
| 874-485 | fuensanta II (fuente del Buitre)            | Moratalla  | 38°9′18.20″N 2°6′2.10″O / 38.1550556, -2.1005833    |
| 874-486 | fuente del Sabuco I                         | Moratalla  | 38°11′12.60″N 2°11′27.50″O / 38.1868333, -2.1909722 |
| 874-487 | fuente del Sabuco II                        | Moratalla  | 38°11′12.60″N 2°11′27.50″O / 38.1868333, -2.1909722 |
| 874-488 | fuente Serrano I                            | Moratalla  | 38°9′18.00″N 2°13′9.50″O / 38.1550000, -2.2193056   |
| 874-489 | fuente Serrano II                           | Moratalla  | 38°9′18.00″N 2°13′9.50″O / 38.1550000, -2.2193056   |
| 874-490 | Abrigo de la fuente                         | Moratalla  | 38°2′57.60″N 2°16′13.60″O / 38.0493333, -2.2704444  |
| 874-491 | Hondares                                    | Moratalla  | 38°14′27.00″N 2°0′37.50″O / 38.2408333, -2.0104167  |
| 874-492 | Las Cazuelas                                | Moratalla  | 38°9′18.50″N 2°0′4.60″O / 38.1551389, -2.0012778    |
| 874-493 | Abrigo del milano                           | Mula       | 38°2′25.00″N 1°36′25.70″O / 38.0402778, -1.6071389  |
| 874-494 | Cejo Cortado I                              | Mula       | 38°5′57.20″N 1°27′30.40″O / 38.0992222, -1.4584444  |
| 874-495 | Cejo Cortado II                             | Mula       | 38°5′57.20″N 1°27′30.40″O / 38.0992222, -1.4584444  |
| 874-496 | Cueva de la Plata (Sierra Espuña)           | Totana     | 37°51′42.80″N 1°36′42.90″O / 37.8618889, -1.6119167 |
| 874-497 | Abrigo del Mediodía I (monte Arabí)         | Yecla      | 38°41′48.00″N 1°16′39.20″O / 38.6966667, -1.2775556 |
| 874-498 | Cantos de la Visera I (monte Arabí)         | Yecla      | 38°42′5.40″N 1°16′38.30″O / 38.7015000, -1.2773056  |
| 874-499 | Cantos de la Visera II (monte Arabi)        | Yecla      | 38°42′5.40″N 1°16′38.30″O / 38.7015000, -1.2773056  |
| 874-500 | Abrigo de la Ventana I (Calar de la Santa)  | Moratalla  | 38°10′47.70″N 2°10′28.20″O / 38.1799167, -2.1745000 |
| 874-501 | Abrigo de la Esperilla                      | Lorca      | 37°45′9.40″N 1°58′42.10″O / 37.7526111, -1.9783611  |
| 874-502 | Los Paradores                               | Lorca      | 37°46′10.20″N 1°57′39.90″O / 37.7695000, -1.9610833 |